# Walter Junior (automobil)
Walter Junior byl licenční typ osobního automobilu Fiat Balilla 508 (v překladu Malý hrdina), vyráběný od roku 1932 českým výrobcem automobilů Akciová společnost Walter, továrna na automobily a letecké motory Praha – Jinonice. Walter Junior se vyráběl v letech 1932 až 1937. Walter Junior se stal nejprodávanějším modelem jinonické továrny Walter v historii. Do roku 1936 jich bylo vyrobeno přes tisíc. I dnes, na kterékoliv veteránské akci, je spíše výjimkou, když se tam neobjeví nějaký Walter Junior.

## Vznik a vývoj

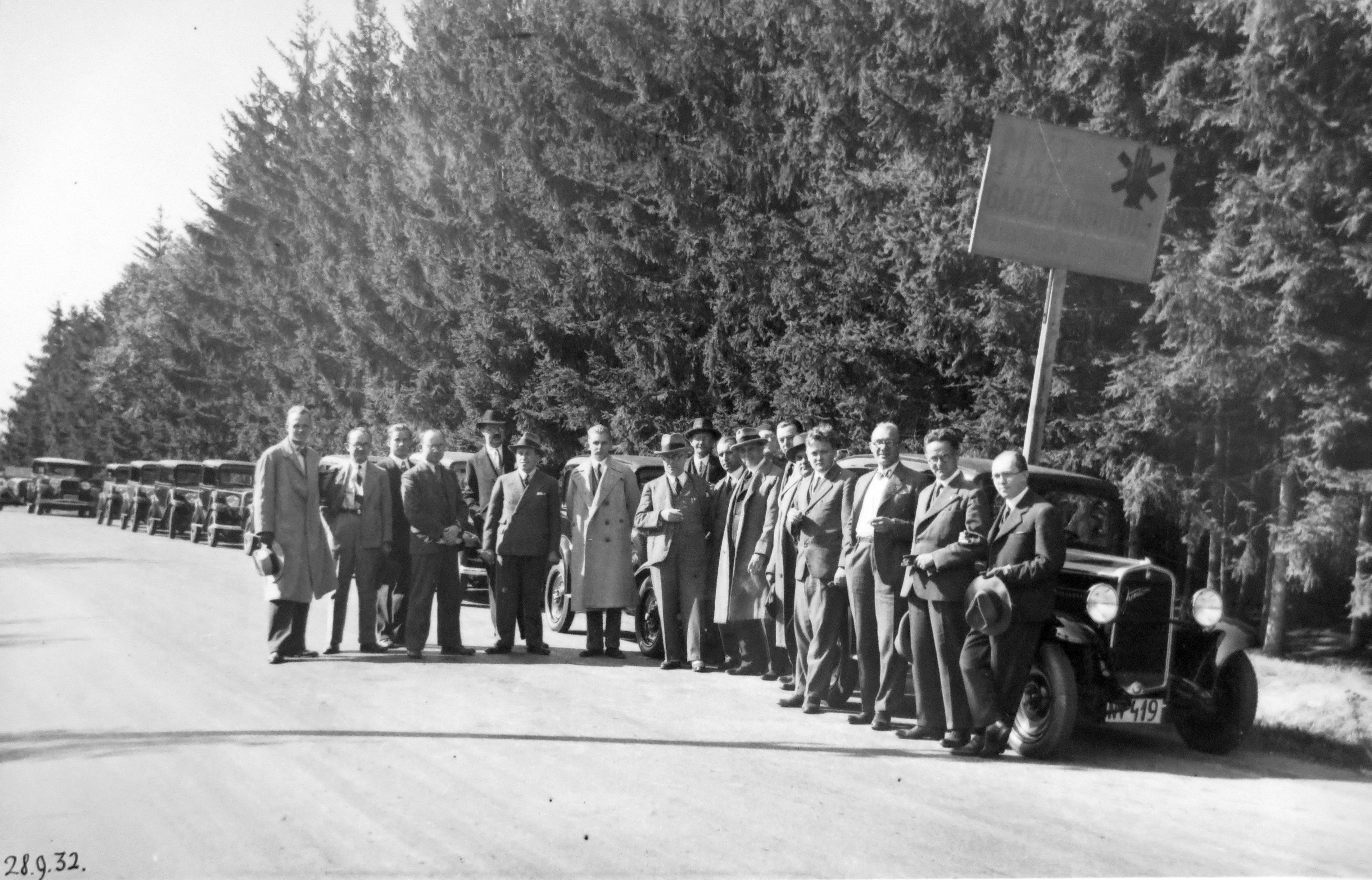
Walter Junior, představení novinářům, 28.9.1932, Jíloviště

Vozy Fiat Balilla se vyráběly po celé Evropě. Mimo Itálie a Československa to bylo např. v Polsku (Centralne Warsztaty Samochodowe), v Německu (NSU-Fiat) a ve Francii ("SAFAF" - od roku 1934 jako "Simca-Fiat"). Díky tomu se i na české Juniory daly snadno sehnat potřebné díly, což kladně přispívalo k prodeji vozidla. Pozoruhodnou novinkou ve výrobní technologii bylo zavedení pásové výroby. Do vínku dostal Junior dvě podstatné výhody oproti konkurentům – cena automobilu a řízení vlevo (připomeňme, že do března 1939 se v Československu jezdilo vlevo a většina automobilů měla pravostranné řízení). Již roku 1926 se Československo k této změně na pravostranný provoz zavázalo na mezinárodní úrovni, byť s realizací v neurčitém časovém horizontu (něco jako závazek na zavedení eura). Návrh řádu silniční a cestní policie, vypracovaný ministerstvem veřejných prací, že řidiči vozidel všeho druhu atd. jsou povinni používati pravé strany silnice ve směru své jízdy, se již v roce 1931 projednával v parlamentu. Že tento zákon "vstoupil" v platnost až v pohnutých, březnových dnech 1939, není vina firmy Walter.

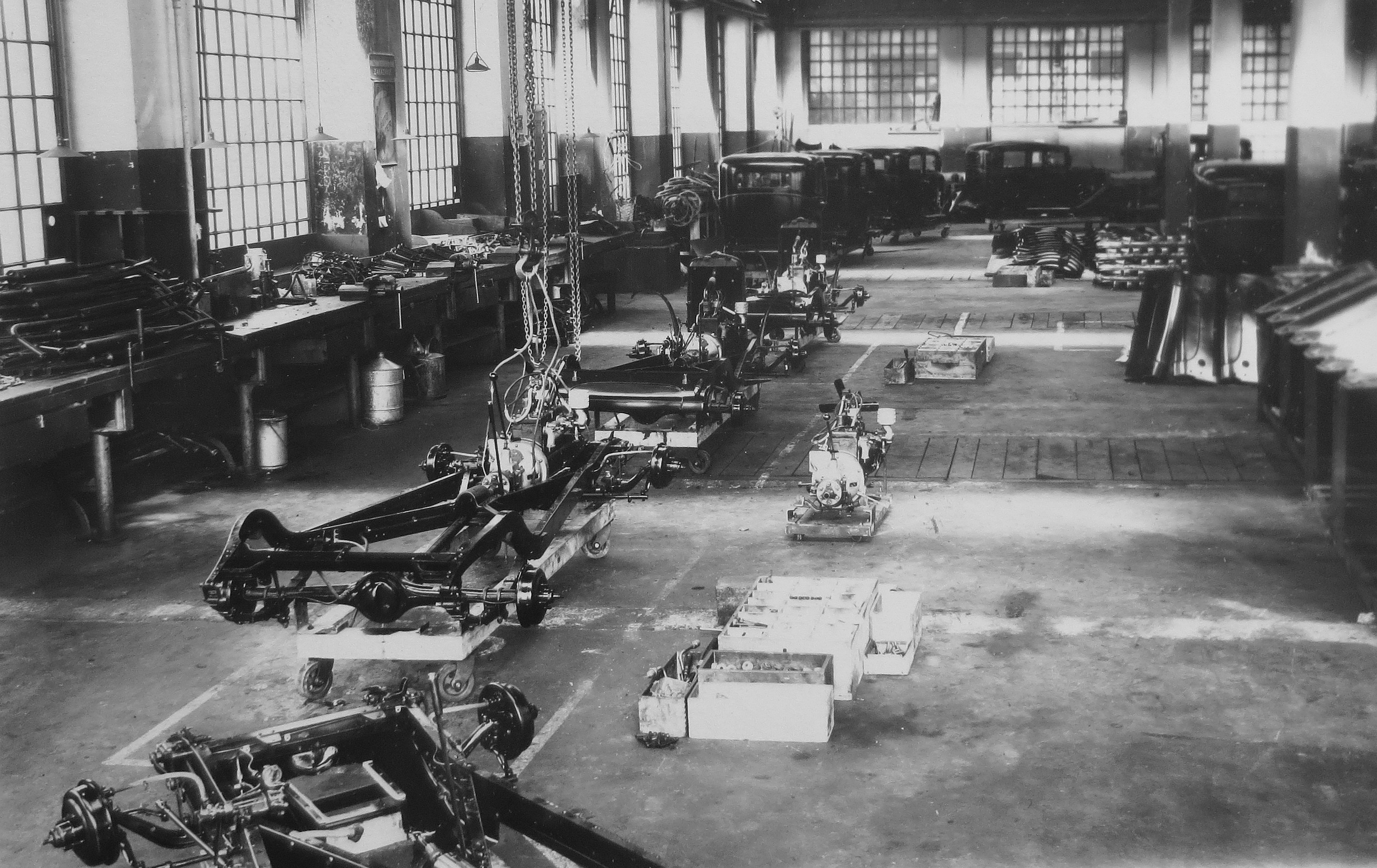
Walter Junior (1932), pásová výroba

První vozy Walter Junior předvedla továrna pražským novinářům a odborné veřejnosti v 28. září 1932 na silnici u Cukráku směrem na Jíloviště - referoval o tom a fotografii přinesl Č.A.S. List motoristů v čísle 13, vydaném v Praze dne 3. října 1932 a následně v měsíčnících Autoklub a Auto. V letech 1932-3 se totiž nekonal pražský autosalon, oficiálně byl široké veřejnosti představen až na XXIV. autosalonu v dubnu 1934. Se sloganem Vůz nové generace byl tak v září 1932 představen kompaktní vůz litrové třídy, tuzemské provenience s celokovovou uzavřenou karoserií, s hydraulickými tlumiči a kapalinovými brzdami.
Vzhledem k prodejnímu úspěchu tohoto typu a v návaznosti na odeznění důsledků velké hospodářské krize rozšiřovala A.S. Walter svoji prodejní síť. V roce 1934 měla 20 prodejen automobilů Walter: Praha (Platnéřská 11 a Nekázanka 2, nyní pobočka ČSOB), Čechy (České Budějovice, Hradec Králové, Jičín, Karlovy Vary, Klatovy, Kolín, Pardubice, Písek, Plzeň, Slaný, Teplice), Morava a Slovensko: Brno, Jihlava, Kroměříž, Moravská Ostrava, Olomouc, Bratislava, Žilina. Na autosalonu v roce 1934 kuriozitou stánku Walter byla karoserie tudoru Junior bez dveří, jež úspěšně odolávala zátěži dvaatřiceti pytlů s pískem o celkové hmotnosti 1600 kg, které jí naložili na střechu.

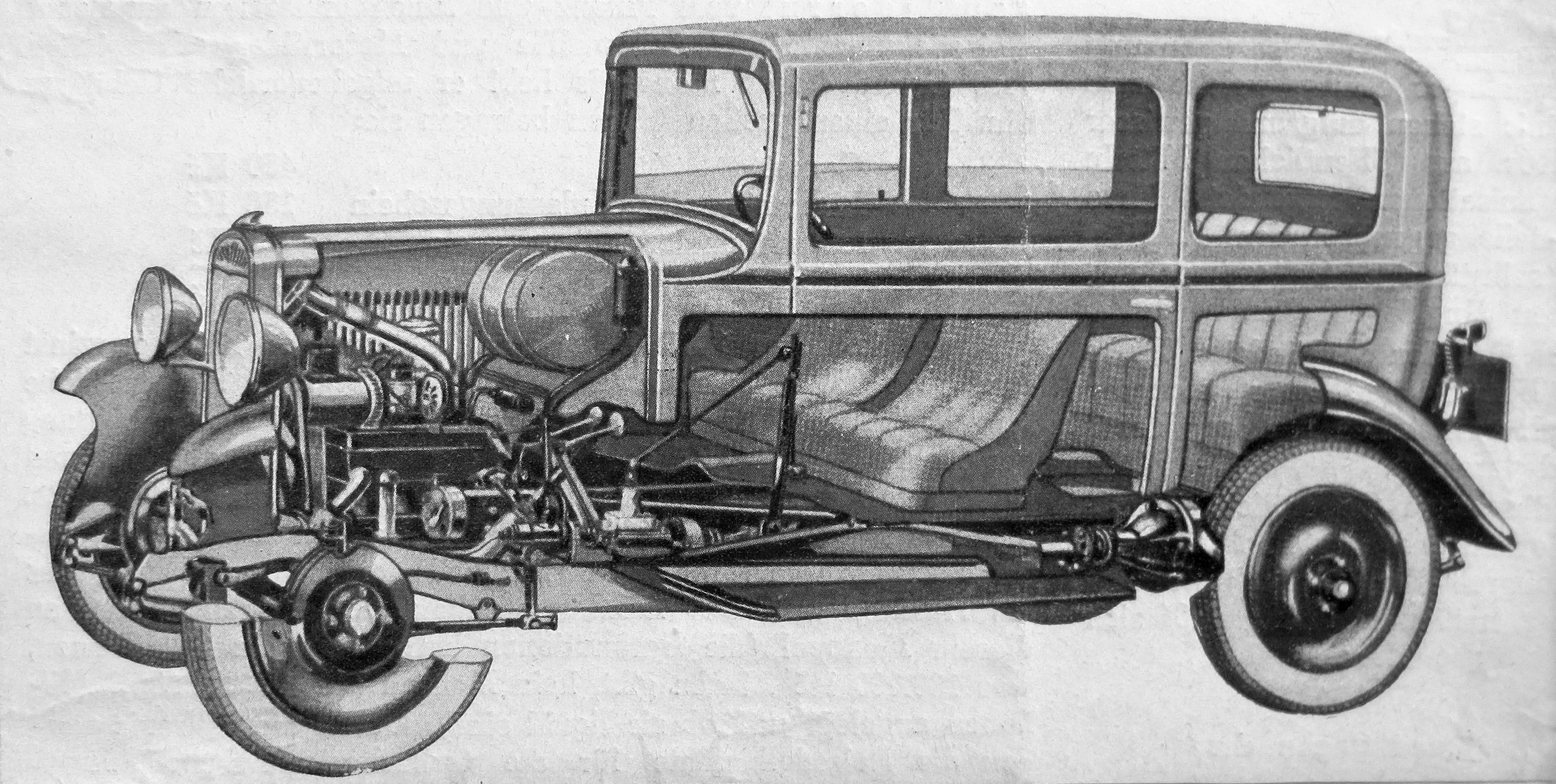
Walter Junior, průhled automobilem (1932)

## Motor
Zážehový, kapalinou chlazený řadový čtyřválec (R4) s rozvodem SV, o objemu válců 995 cm³ (vrtání 65, zdvih 75 mm), dosahoval výkonu 22 k/16 kW a po úpravě v roce 1934 potom 24 k/17,6 kW při 3600 ot/min a kompresním poměru 5,88:1. Bezhlučný spodový motor (rozvod SV) s klidným chodem, umístěný vpředu, uložený pružně ve 4 pryžových silentblocích. Hlava válců byla snímatelná. Dynamicky vyvážený klikový hřídel byl uložen ve třech valivých ložiscích. Vačkový hřídel byl poháněn od poddimenzovaného klikového hřídele článkovým řetězem. Blok motoru byl odlit ze šedé litiny a písty z lehké hliníkové slitiny. Mazání motoru tlakové, oběžné. Zapalování bylo dynamo-akumulátorové 12 V/38 Ah Bosch, s cívkou a rozdělovačem s automatickým řízením předstihu. Přesto existovala možnost uvádět motor automobilu do chodu i startovací klikou. Díky licenci řada komponent měla původ v Itálii: dynamo a spínací skříňka Magneti Marelli, reflektory Carello atp.
Obdobně jako u typu Walter Bijou byl přívod benzínu ke karburátoru Solex 26 UBIP vyřešen samospádem z nádrže umístěné nad motorem, na dělicí stěně motorového prostoru. Do nádržky se vešlo 27 l benzinu resp. tehdy povinně používané lihobenzínové směsi (z toho 4 litry rezerva). Pravidelnému chodu motoru přispívaly čistič paliva a vzduchu. Vodní termosifonové chlazení se samočinným oběhem a s větrákem za chladičem. Masku chladiče zdobil smaltovaný znak, v jehož modrém poli byl symbol leteckého hvězdicového motoru a tří letících vlaštovek, rozdělených tradičním nápisem Walter v šikmém bílém pásu.

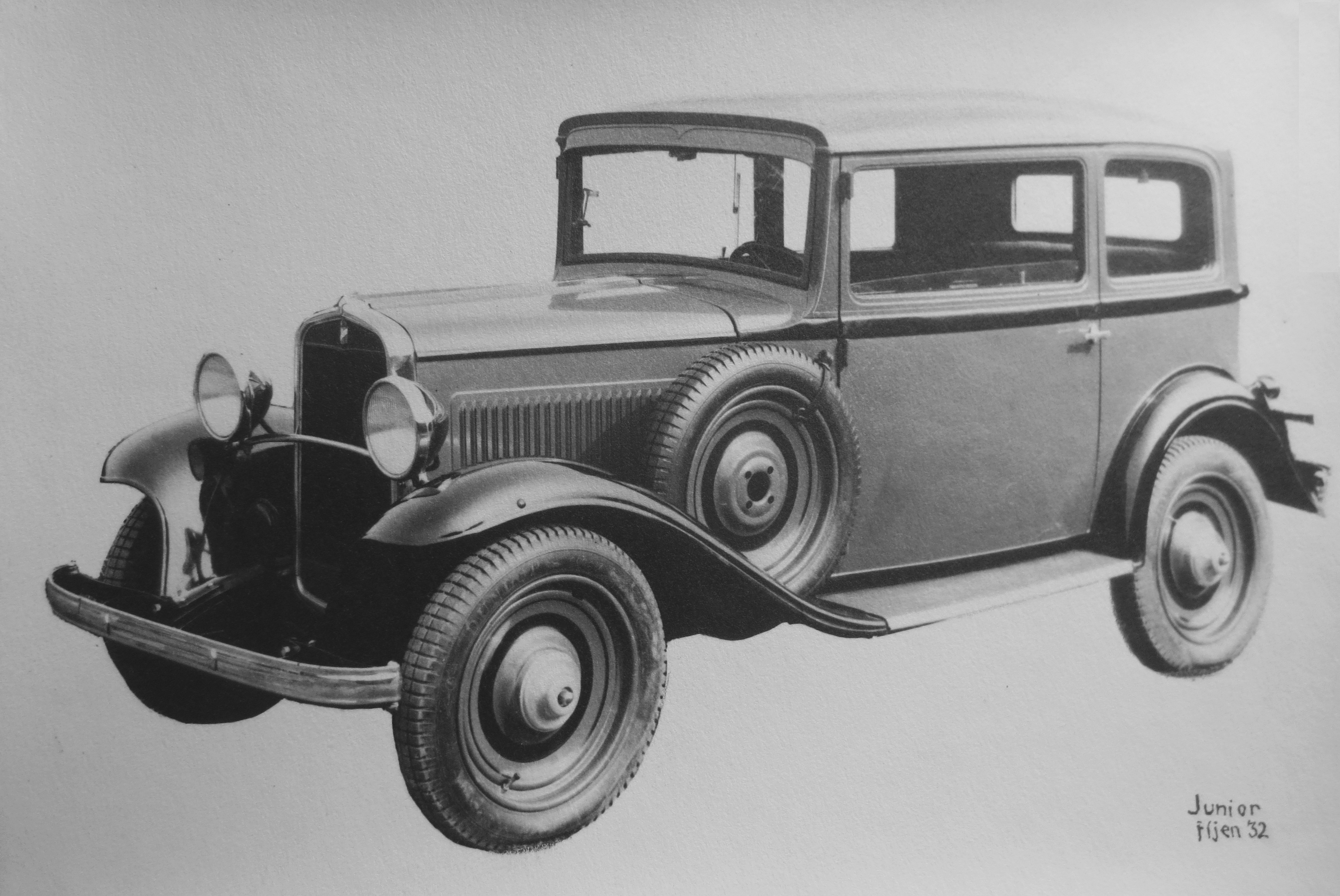
Walter Junior, sedan - limuzina (1932)

Mechanická třístupňová převodovka (3+Z) se poněkud vzdálenými převody byla oddělena od motoru suchou, jednokotoučovou spojkou. Později se od roku 1934 montovala čtyřstupňová převodovka. Řadicí páka byla umístěna ve středu vozu. Výměna oleje - mimo první doby při zajíždění - se prováděla jen po každých 3000 - 4000 km. Spotřeba oleje 0,2 l/100 km, spotřeba benzínu 7,5 - 8 l/100 km. Maximální rychlost 85-90 km/h.

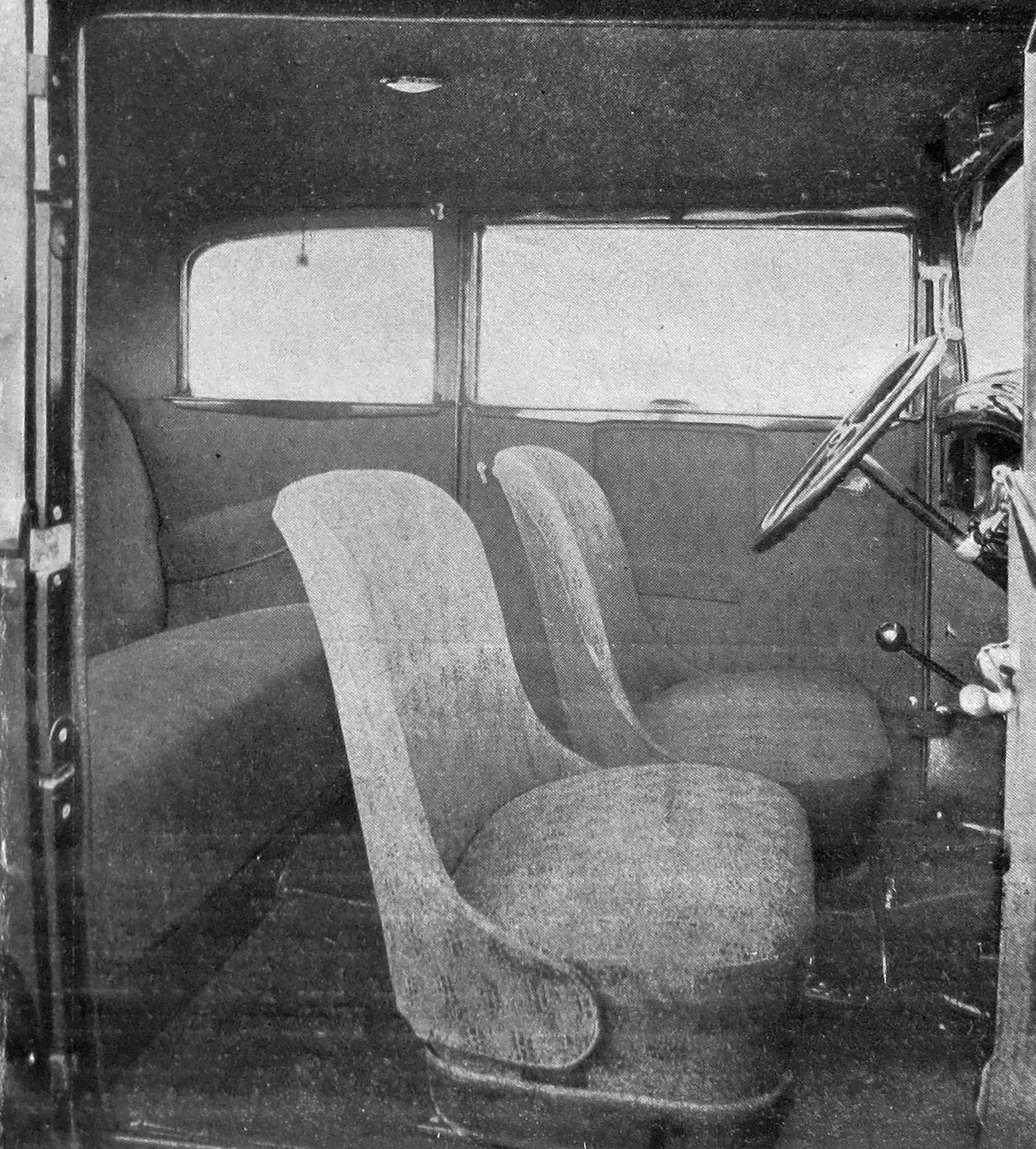
Walter Junior, interiér automobilu (1932)

## Podvozek
Podvozek byl klasické koncepce. Obdélníkový rám byl zpevněn příčkami a křížovou výztuhou X, což rámu dávalo skvělou pevnost a tuhost. Přenos síly na zadní nápravu prostřednictvím spojovacího hřídele se dvěma pružnými Hardy-spojkami. Rozvodovka zadní nápravy byla opatřena diferenciálem s gleasonovým, bezhlučným ozubením. Obě tuhé nápravy byly odpérovány podélnými listovými, půleliptickými péry s kapalinovými, olejovými tlumiči. To bylo předpokladem dokonalého držení na silnici a dobrého a spolehlivého vedení vozu v zatáčkách. Junior měl hydraulické brzdy, což bylo v té době u malých vozů spíše výjimkou. Kapalinové brzdy působily současně na všechna kola. Ruční brzda byla převodová, která působila mechanicky na buben za převodovkou. Disková kola nesla pneumatiky 4,00x17", později 4,50x17". Hmotnost podvozku pouhých 385 kg, tj. se čtyřmi koly a pneumatikami, krytem motoru, baterií, olejem v motoru, převodové skříni a zadní nápravě, bez vody a bez paliva, nářadí, zásobního kola, nárazníků, přístrojů a blatníků. Hmotnost prázdného vozu s provozními náplněmi, jak uváděla továrna, nepřevyšovala 687 kg. Celková hmotnost s posádkou a zavazadly činila 990 kg.

## Karoserie
Vůz měl celokovovou karoserii. Tohoto řešení bylo v ČR použito vůbec poprvé, oznamovala továrna Walter, avšak již od roku 1929 byly s celoocelovou karoserií vyráběny malé Aerovky (Aero 500 a následně Aero 662). Výrobce uváděl, že vnitřní rozměry karoserie dovolují přepravu 4 pasažérů. Typů karoserií bylo povícero: standardní byla dvoudvéřová limuzína (tudor), pro sportovně laděnou klientelu byl připraven dvousedadlový kabriolet se stahovací střechou nebo roadster (karosovaný plzeňskou firmou Leitner). Roadster měl navíc v zádi výklopné sedadlo, ke kterému měl pasažér přístup přes nášlapnou stupačku na zadním blatníku. Pro distribuční společnosti byl nabízen dodávkový valník nebo skříňová dodávka.
K vybavení vozu patřily v té době často používané „ručkové“ ukazatele směru Bosch-Winker s elektrickým ovládáním. Přední sedadla byla posuvná. Nosič zavazadel na zádi vozu byl otočný, což dovolovalo upevnit kufr či vak libovolného rozměru. Stupačky byly potaženy gumovým krytem s chromovanými lištami. Přístrojové vybavení bylo běžné době vzniku: tachometr, hodiny, teploměr a tlakoměr oleje, přepínač světlometů a stropní osvětlení. Rozchod kol 1200 mm, rozvor 2250 mm. V provedení limuzína (tudor) byl Junior dlouhý 3140 mm (s předním nárazníkem 3440 mm), široký 1380-1400 mm a vysoký 1530 mm. Tuhost a pevnost karoserie byla demonstrována na pražském autosalonu v roce 1934, kdy v čele expozice firmy Walter byla karoserie Walter Junior obtěžkána 20 pytli s pískem o celkové hmotnost 1600 kg.

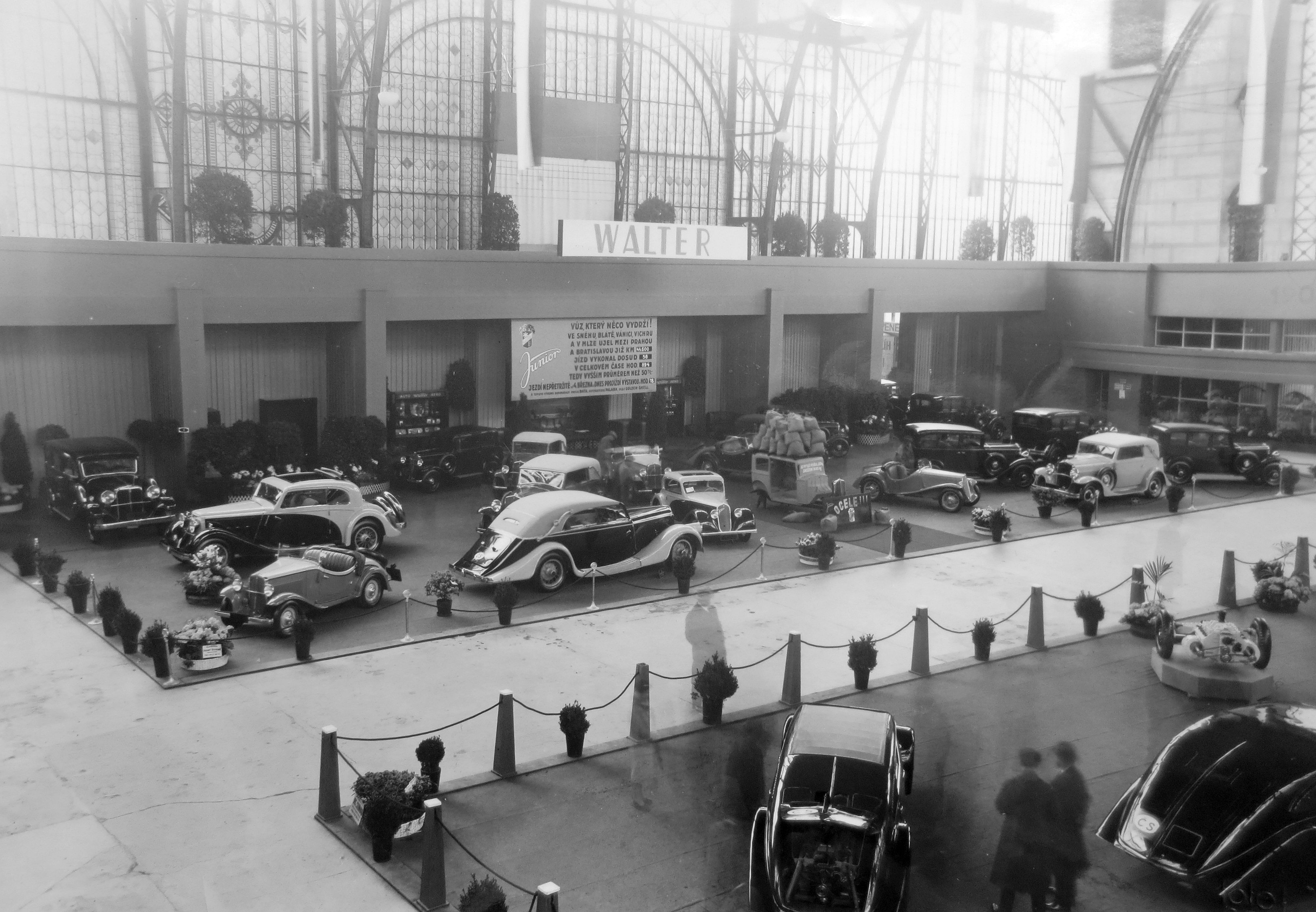
Walter Junior na pražském autosalonu (Měsíc, No. 3, 1934)

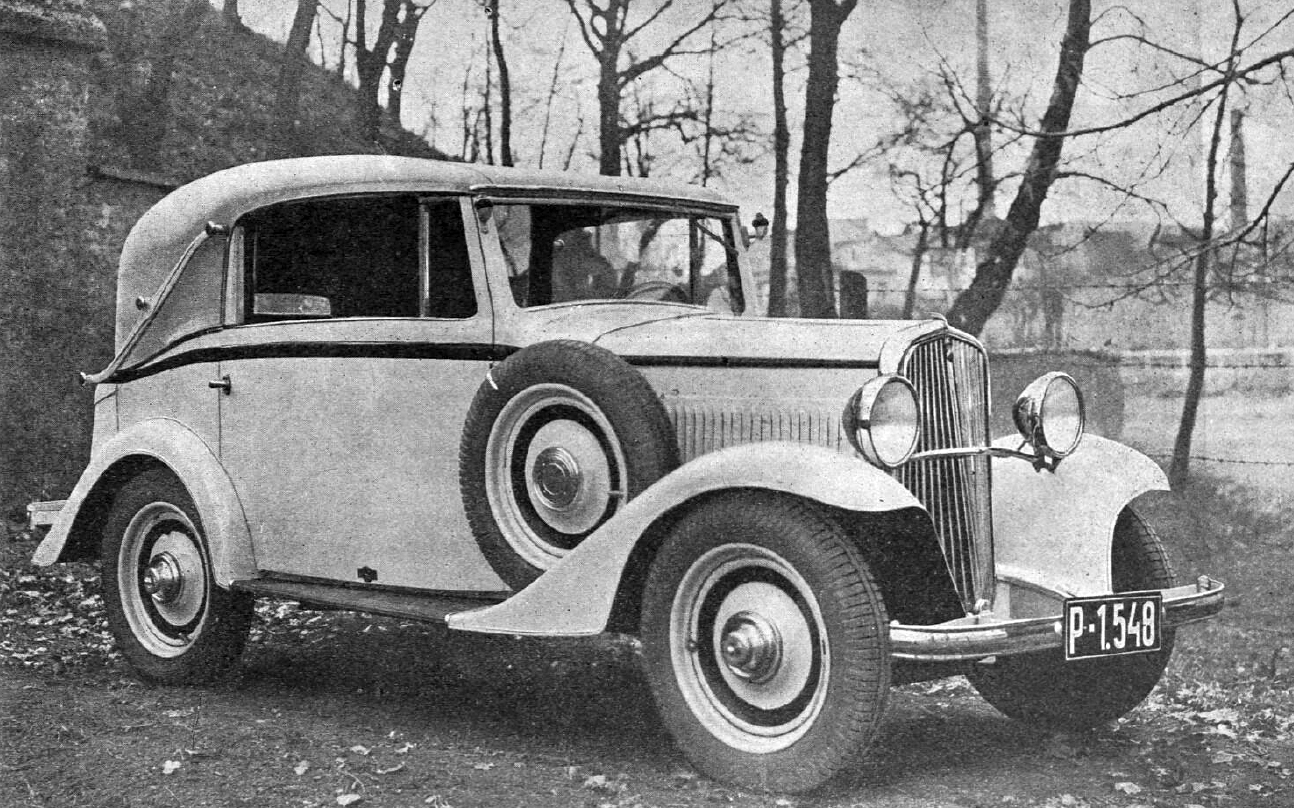
Walter Junior, kabriolet (1934)

Pro sezonu 1934 byla karoserie modernizována a Junior dostal novou mírně vpřed sešikmenou masku, lehce zešikmené čelní okno s regulovatelným otevřením, zaoblenější střechu a vzadu "kufr" na zavazadla.

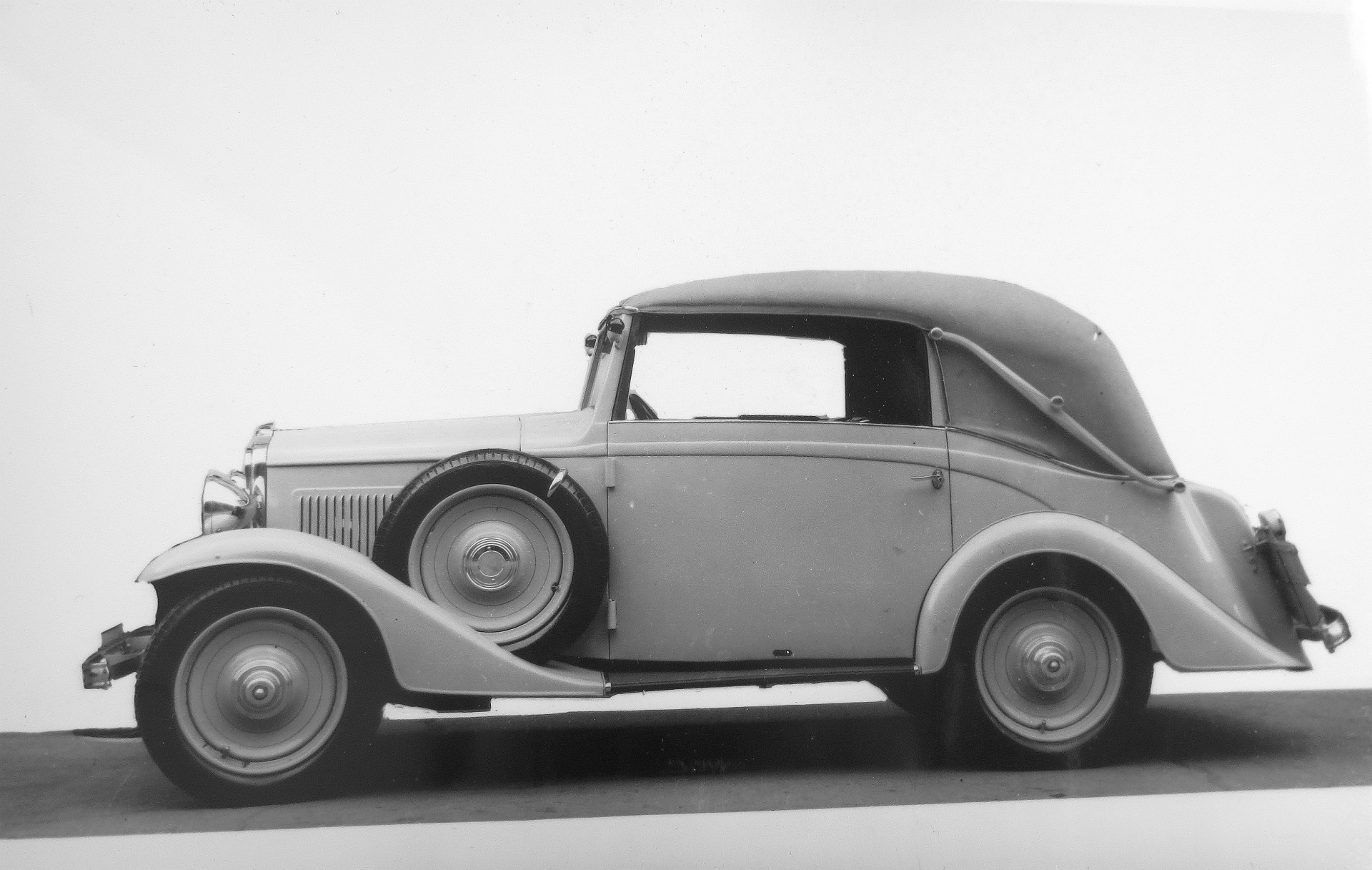
Walter Junior, kabriolet Sodomka (1935)

Ceny Juniorů díky hospodářské krizi rok od roku klesaly níž a níž. Nejlevnější roadster s nouzovým dvousedadlem v zádi byl k mání v letech 1932-4 za 26 500 Kč, o rok později za 25 500 Kč. Nejmarkantněji klesala cena u limuzíny z 29 500 Kč (1932-4) na 27 500 Kč (1935). Dodávkový, skříňový Junior se širokými dvířky v zadní stěně a nosnosti 250 kg byl za 26 500 Kč (1935). Luxusní limuzína byla za 32 500 Kč a nejdražší byl dvoudveřový čtyřmístný kabriolet s karoserií Sodomka za 34 500 Kč. Junior bylo možné zakoupit i v rozloženém stavu anebo pořídit si jen pouhý podvozek za 23 000 Kč.

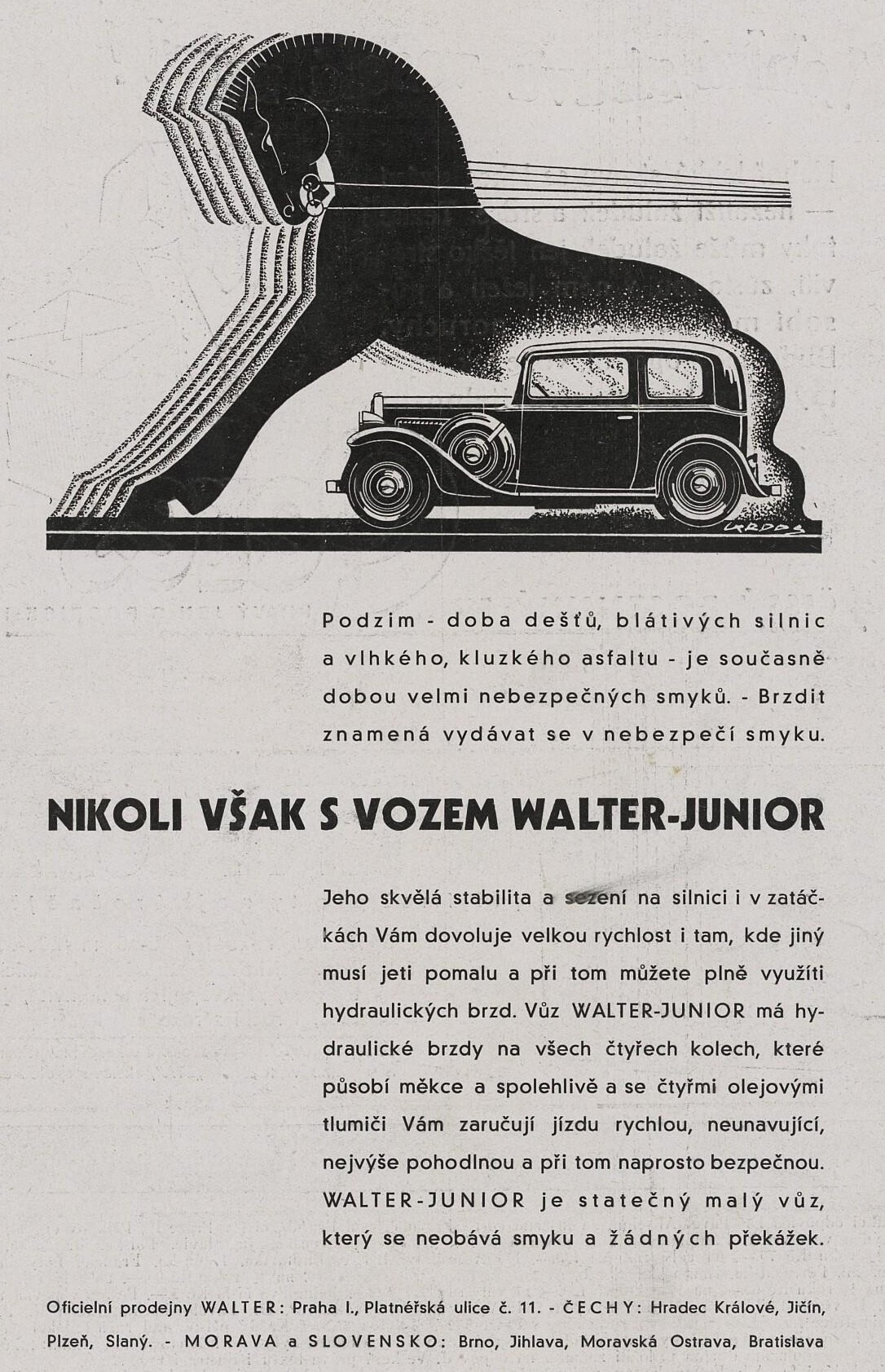
Walter Junior, dobová reklama (1934)

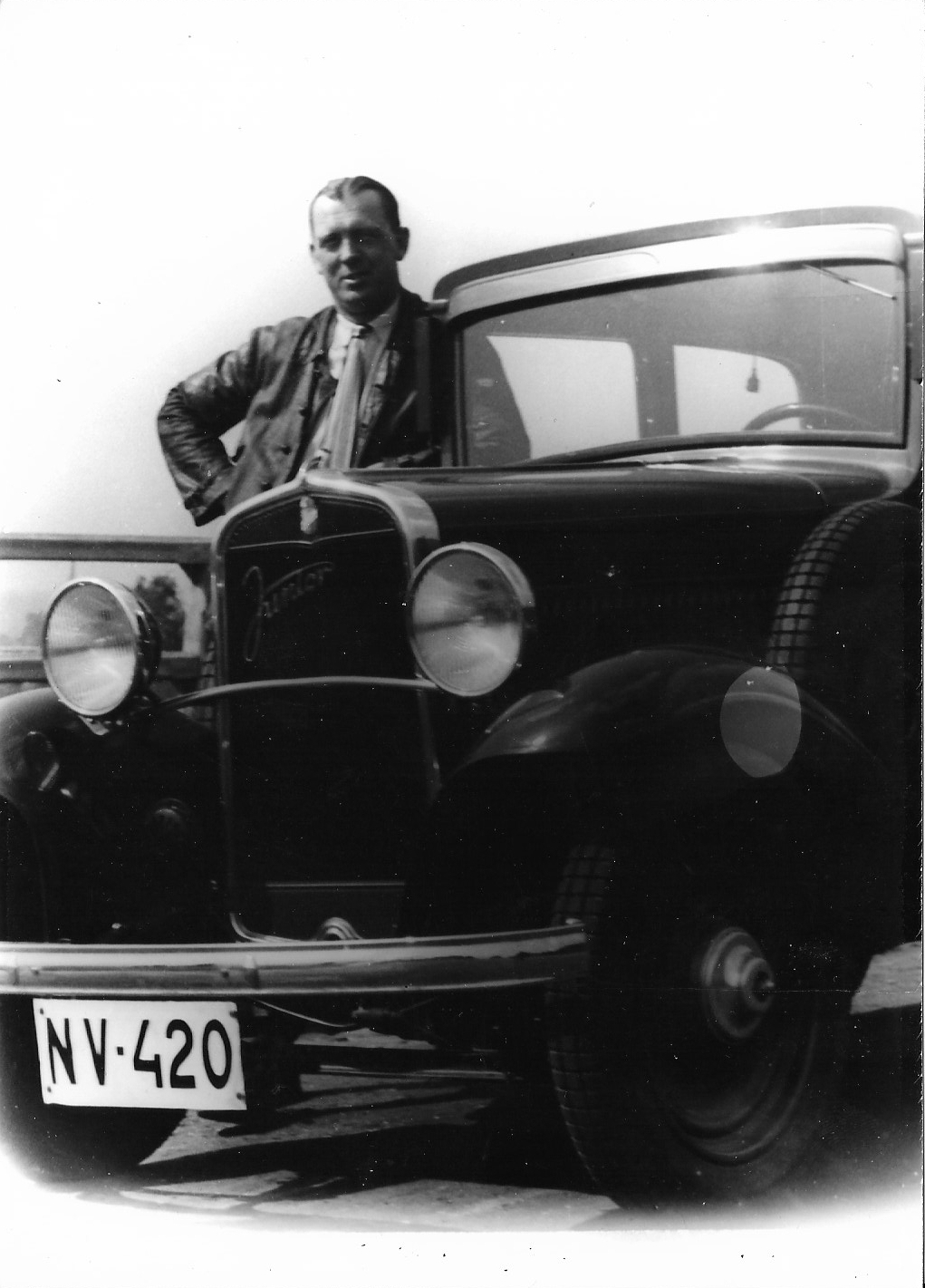
Jindřich Knapp se s automobilem Walter Junior zúčastnil Rallye Monte Carlo (1934)

Tak jako dřívější jinonické automobily se i Juniory staly předmětem zájmu speciálních karosářských firem, které na zakázku „ušily“ vozu slušivější kabát. K nejčastěji zmiňovaným karosárnám patřily Sodomka z Vysokého Mýta, Petera z Vrchlabí, Uhlík z Prahy či Leitner z Plzně. Jen vysokomýtská karosárna Sodomka postavila na podvozky Junioru během let 1933 až 1935 celkem 79 různých individuálních karoserií. Mimořádně zdařilou a elegantní kreací na podvozku Walter Junior bylo toto zakázkové dvoudvéřové Coupé pro slečnu Filipovou, provedené v roce 1934 karosárnou Sodomka a uveřejněné v témže roce na stránkách časopisu Motor Revue.
Je třeba zdůraznit, že Junior obsahoval řadu prvků, které byly spíše obvyklejší u výrazně dražších a luxusnějších automobilů. Do léta 1936 vzniklo přes tisíc automobilů Junior, které v letech 1933 až 1936 tvořily 75 % produkce osobních vozů Walter. V roce 1937 se pouze doprodávaly dříve rozpracované vozy.

## Sportovní úspěchy
Junior se stal v krátké době velmi oblíbeným automobilem a svou dobrou pověst potvrzoval častými úspěchy v různých soutěžích a jízdách.
V květnu 1933 se uskutečnila Velká soutěž spolehlivosti Československem (24.-28. května). Náročná soutěž od délce 2446 km zahajovala v Českých Budějovicích a po 5 dnech končila v Bratislavě. Tříčlenné týmy přihlásily továrny Wikov, Zbrojovka, Aero, Walter a klubové týmy ČAMS a německý autoklub MSAC, mimo to další účastníky představovali jednotlivci. Za klíčovou se ukázala 4. etapa, která vedla ze Zlína do Košic. Slovenské silnice byly úzké, vesměs jen štěrkované, s průjezdy vesnicemi plnými dětí a domácích zvířat, zrádné a téměř neznačené zatáčky, ostrá stoupání a dlouhá serpentinová klesání v horských úsecích. V této etapě došlo k několika nehodám, mj. ing. Václavíková na Junioru, která vyhýbajíc se v zatáčce protijedoucímu povozu převrhla stroj, avšak nezraněna se strojem téměř nepoškozeným dokončila včas etapu. Obtížnou soutěž v cíli 5. etapy zdárně dokončilo jen 20 posádek. Po dojetí do cíle byly vozy podrobeny kondiční a brzdové zkoušce. Následně po propočítání časů ze všech etap a z rychlostní zkoušky na trati závodu do vrchu Ecce Homo (součást 3. etapy) byly vyhlášeny výsledky. Tým Walter na vozech Junior ve složení dr. Vítězslav Kumpera, ing. A. Václavíková-Zichová a Jindřich Knapp získal velký stříbrný pohár a každý z jezdců obdržel i malý stříbrný pohár Ligy čs. motoristů. O celé soutěži podrobně každý den informovaly Lidové noviny a Národní listy vč. očekávaných časů průjezdu jednotlivými městy. Soutěž byla hojně sledována obecenstvem, všude byli středem pozornosti a kupříkladu na Slovensku je vesnické obyvatelstvo vítalo velmi přátelsky a dokonce jim byly házeny květiny.
V červnu 1933 se jeden Walter Junior soukromé posádky Ant. Frick/W. Güttler z Liberce účastnil I. ročníku závodu 1000 mil československých (10.-11. června). Ve výsledkové listině však tato posádka není uvedena. V témže roce startoval i tovární tým Walter na třech Walter Juniorech S, a ti dosáhli výjimečného úspěchu.

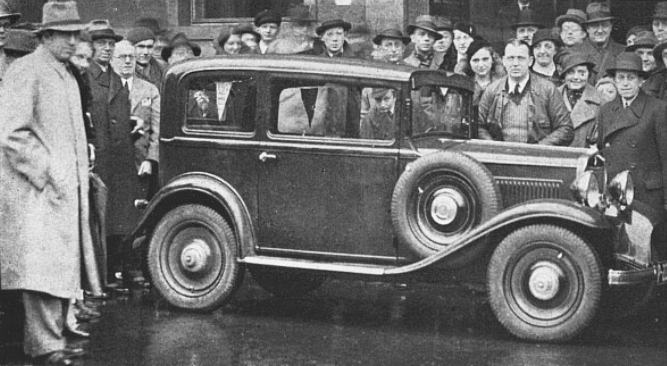
Start jízdy Junior 50 000 km (zprava Antonín Kumpera, Jitka Zavřelová, Jindřich Knapp - zleva v tmavém kabátu s kloboukem Vítězslav Kumpera)

Počátkem června se uskutečnila Concours d'Elegance v Lázních Píšťanech (Piešťany). Kabriolet Walter Junior, patřící továrníku Schenkovi z Brna, sklidil velký úspěch u lázeňských hostí. Koncem června (24.-25. června) se uskutečnily VI. automobilové dny v Luhačovicích. V sobotu 24.6. navečer končila v Luhačovicích hvězdicová jízda, v níž z 54 přihlášených 46 přijelo do cíle bez trestných bodů. V nedělní soutěži Concours d'Elegance obdrželi z rozhodnutí jury I. cenu (modrá vlajka a pozlacená plaketa se zlatou stuhou) mj. dr. Vítězslav Kumpera (Walter Royal) a Jindřich Knapp (Walter Junior). Soutěží elegance v Brně, v Luhačovicích i v Piešťanech se vozy Walter zúčastňovaly i v následujících letech a téměř nikdy neodešly s prázdnou.
Městský závod Okruh Zlínem se uskutečnil 30. července. Byl označen za pronikavý úspěch zlínské odbočky Baťa ČAMS (Československý Automobilový klub pro Moravu a Slezsko). Startovalo 62 závodníků. Startovalo se po jednotlivých třídách skupinově, což učinilo závody přehlednými a zajímavějšími. Ačkoliv pršelo, měly závody hladký průběh a návštěvu přes deset tisíc diváků. Husté špalíry obsadily 6,82 km dlouhý okruh zlínskými ulicemi. V kategorii cestovních automobilů 750 - 1100 cm³ na 5 kol (34,1 km) startovalo 15 vozů, klasifikováno bylo 13. Kubíček obsadil 2. místo a Chudoba byl 5. (oba na Juniorech). V této kategorii zvítězil Bohumil Turek v průměrné rychlosti 72,3 km/h (1. Turek, Aero, 28:17,0 2. Jan Kubíček, Walter, 28:21,9; 3. Lukáš, Z 4, 28:34,4; 4. Chudoba, Walter, 29:17,2 min.).
Za ryze sportovní úspěch můžeme jmenovat z roku 1934 účast v lednové Rallye Monte Carlo (RMC). Soutěž, pořádaná od roku 1911, tradičně začínala takzvanou hvězdicovou jízdou, kdy posádky startovaly v různých městech Evropy a cestou do Monte Carla projížděly kontrolní body. V Monte Carlu se pak odehrávaly jen jízdy zručnosti a několik rychlostních zkoušek v horách nad městem. Tovární jezdec Jindřich Knapp se spolujezdcem Forejtem dojeli do cíle na azurovém pobřeží bez trestných bodů, ale protože zvolili kratší trať ze španělské Valencie, získali méně „plusových“ bodů a obsadili 39. místo ve třídě do 1500 cm³ a 85. v absolutním pořadí. V tomto ročníku dosáhl výjimečného úspěchu Bohumil Turek, který s automobilem Aero 1000 dojel celkově 9. a ve třídě do 1500 cm³ na 3. místě. Druhý vůz Aero 1000, který řídil Vladimír Formánek, do cíle RMC bohužel nedojel. Třetí československou továrnou, která se rallye zúčastnila byla brněnská Zbrojovka. Ing. Josef Mamula-Ivan Hodáč-Karel Vlašín obsadili na Z 4 51. místo v celkovém pořadí.

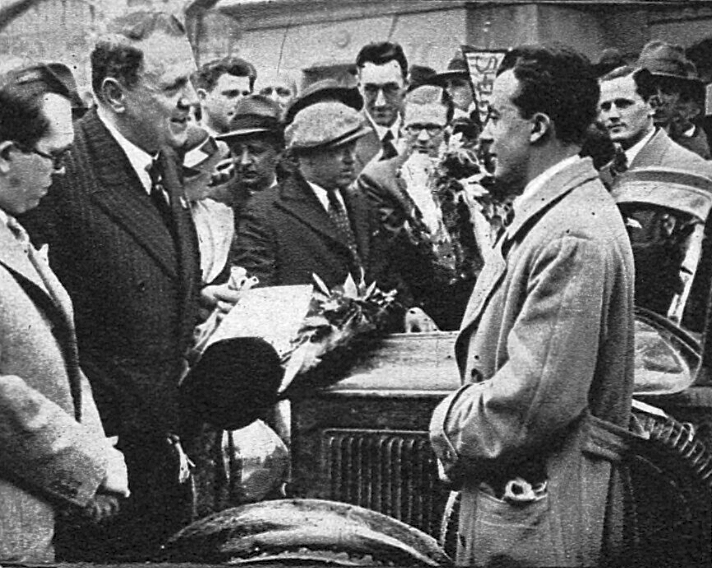
Cíl jízdy Junior 50 000 km, zleva JUDr. Vítězslav Kumpera (ředitel Walter), ing. Sedlák (AKRČs) a jezdec Ivan Hodáč přebírající vavřínový věnec (Letem světem, č. 29, 1934)

V roce 1934 při příležitosti konání XXIV. pražského autosalonu vykonal Walter Junior vytrvalostní jízdu Walter Junior 50 000 km na trase Praha - Brno - Bratislava a zpět, na které jezdil po dobu 42 dnů (4. března-15. dubna). V době, která je bohatá na mlhy, deště, sněhy, vichřice, kdy jaro se zimou bouřlivě bojují o vládu, jezdila červená limuzína Walter Junior mezi Prahou a Bratislavou ve dne v noci. Slavnostního zahájení jízdy v deštivou neděli 4. března se zúčastnili, jak zástupci pořádajících firem Walter (prezident Vítězslav Kumpera, ředitelé Antonín a Vítězslav Kumperovi), Baťa, Shell a Palaba, tak zástupci dozorového AKRČs (sport. komise - Vilém Heinz-Henry) a hosté (mj. Eliška Junková). Jízda byla označena za vytrvalostní, ale rovněž jako trénink na 2. ročník 1000 mil československých, který se jel o 2 měsíce později v červnu 1934. Jezdci byli po trase srdečně vítáni, například p. Jiřina Zavřelová v Bratislavě dostala kytici od Slovenského klubu automobistov i od Motor-Klubu Bratislava, stejně tak v Brně a v Jihlavě jí byly místními občany a automobilovými kluby předány květiny. Ke střídání před Autoklubem (vždy po 800 km) přivezla pak vůz plný květin. Za volantem se vystřídalo na 20 jezdců (valná většina z těch, kteří později jeli za továrnu 1000 mil s Juniory SS (8 posádek) a jedna posádka se Standardem S), zahajoval Jindřich Knapp a 15. dubna v 11 hodin dopoledne na výstavišti končil Ivan Hodáč, který převzal z rukou zástupce AKRČs ing. Sedláka vavřínový věnec. Vůz se zaplombovaným motorem ujel přes 50 000 km průměrnou rychlostí přes 50 km/h.
Velkého ohlasu získala jízda Bohemian Pioneer po Středním východu redaktora Vladislava Forejta-Alana a dr. Bohumila Pospíšila s upraveným, žlutým roadsterem Walter Junior pro dálkovou jízdu. Úpravy spočívaly v zesílených pérech, v montáži přídavných nádrží na palivo a vodu, ve vybavení šesti náhradními pneumatikami a menší zásobou náhradních dílů. Vypravili se přes Balkán, Turecko a Sýrii do Iráku a dále do syrské pouště, do území krále Iráku Ibn Sauda, kde byli přijati jeho zahraničním ministrem Ibrahimem M. Muammarem. Byli nepřímými svědky tragédie na poušti, při níž se mezi věčným pískem nenávratně ztratil jeden Američan a sami prožili nesčetná dobrodružství a svízele cesty v nesnesitelném vedru. V arabské poušti také zabloudili, málem zahynuli a v nejvyšší nouzi je zachránili jezdci z karavany velbloudů. Přes oblast Džebel Drúz v jižní Sýrii se vrátili do civilizace, z Bejrútu do Terstu se přeplavili na malé italské lodi. Snímky a zprávy z jízdy Alana Forejta do tehdejší "Arábie" uveřejňovaly jak domovské Národní listy, tak časopis Motor Revue. Jízda byla zahájena v sobotu 23. června 1934 od pražského sídla Autoklubu a ukončena byla ve středu 15. srpna tamtéž. Oba cestovatelé tak projeli Balkán, Turecko, Sýrii, Irák, Saúdskou Arábii, Jordánsko a Izrael. Z automobilové pouti za mrtvým městem královny ze Sáby a o dobrodružstvích, která cestu Orientem provázela, pak Forejt napsal zajímavý cestopis Za karavanou mrtvých (1938).
Na "Monte Carlo" navázali jezdci na Juniorech při IV. ročníku zimní soutěže spolehlivosti pořádanou 3. února 1935 v Českých Budějovicích. Z přihlášených 75 účastníků se dostavilo ke startu 61, z toho 31 automobilů. Komise, která po sportovní stránce klasifikovala výkony účastníků, přihlížela nikoliv k času a rychlosti, nýbrž k průměrné rychlosti, síle stroje, spolehlivosti motoru a konstrukci vozidla. Úspěšně soutěž mj. absolvovali s Juniory na pozlacenou plaketu Ing. Michl, Václav Škáva a Miroslav Sochor. Navíc team na Juniorech dojel rovněž "bezvadně". Ve zvláštní kategorii vozidel starších 5 let zlatou plaketu získal JUC. Peřina na Walteru přes 1500 ccm (typ nebyl uveden).

## Galerie

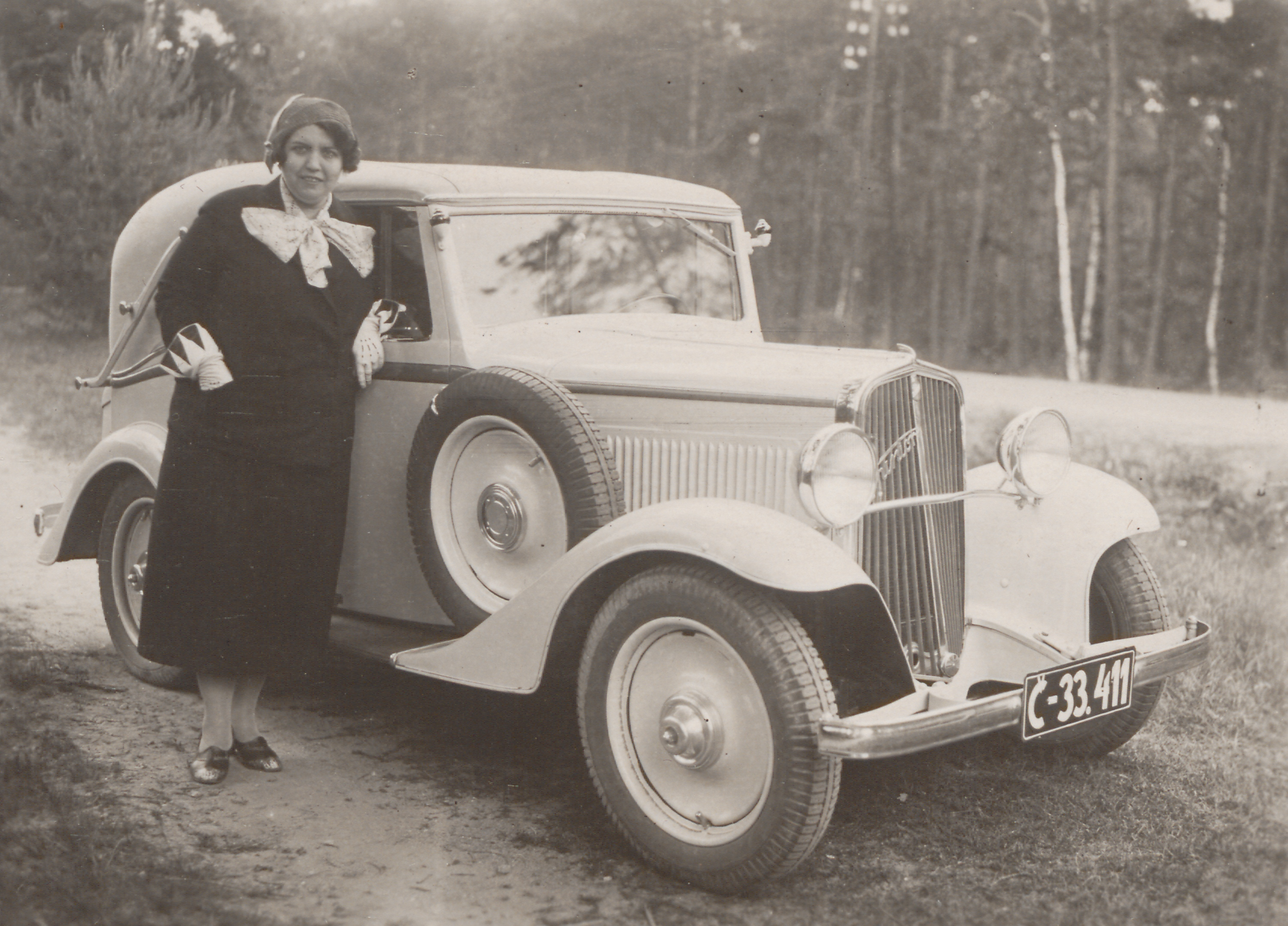
Walter Junior 1934 (SOA Praha)
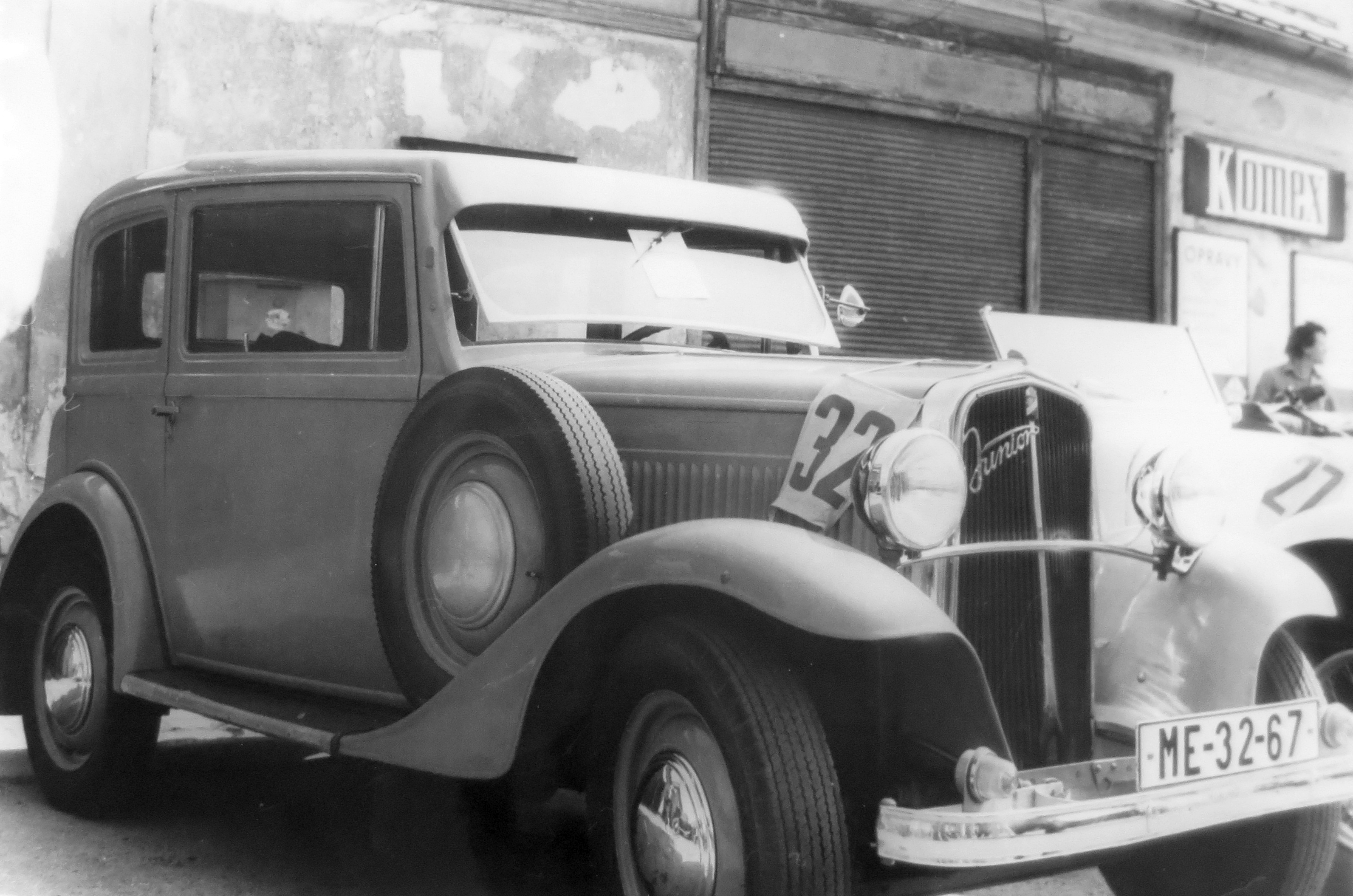
Walter Junior, Zbraslav-Jíloviště, na Zbraslavském náměstí (1982)
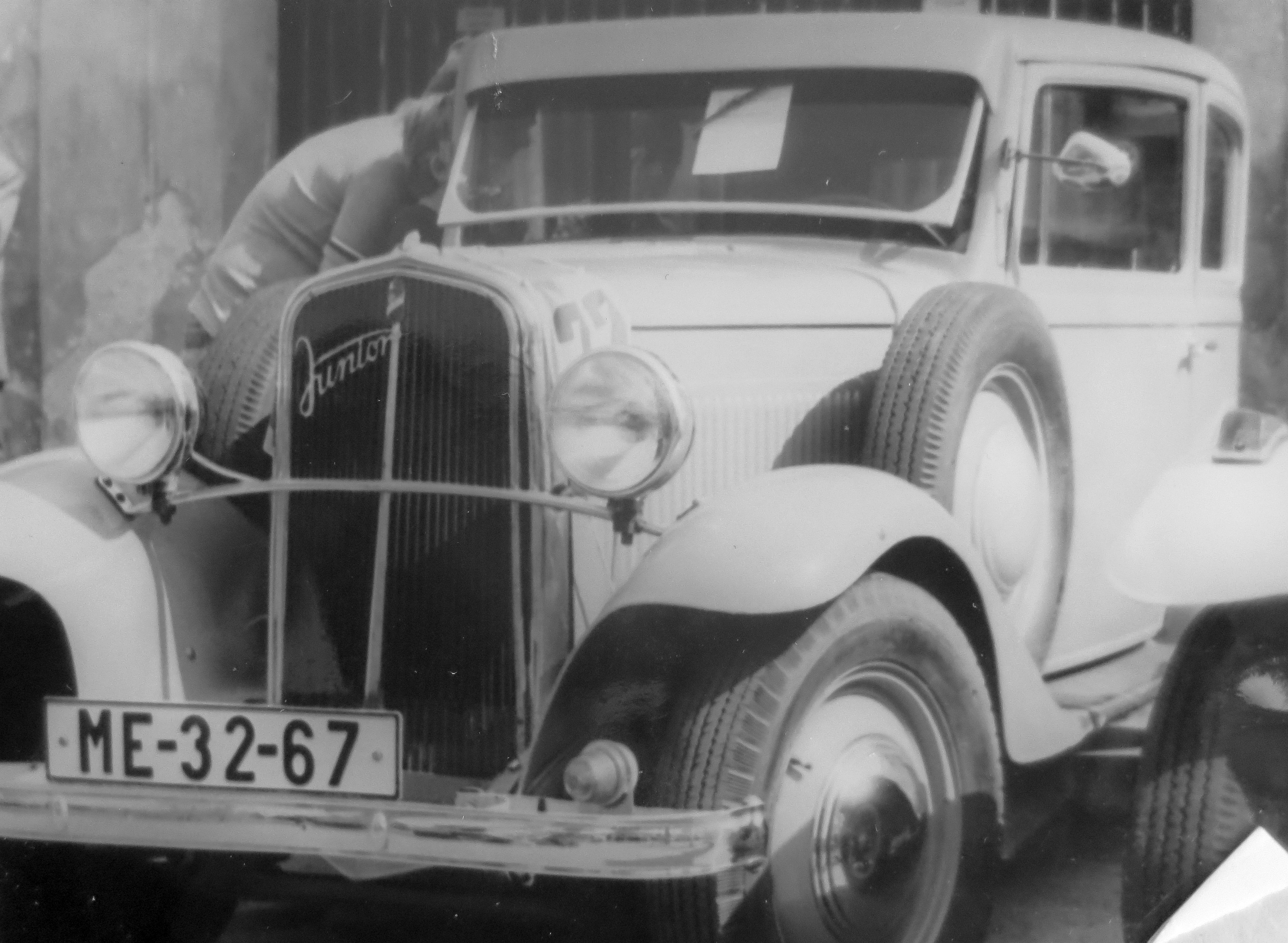
Walter Junior, Zbraslav-Jíloviště 1982
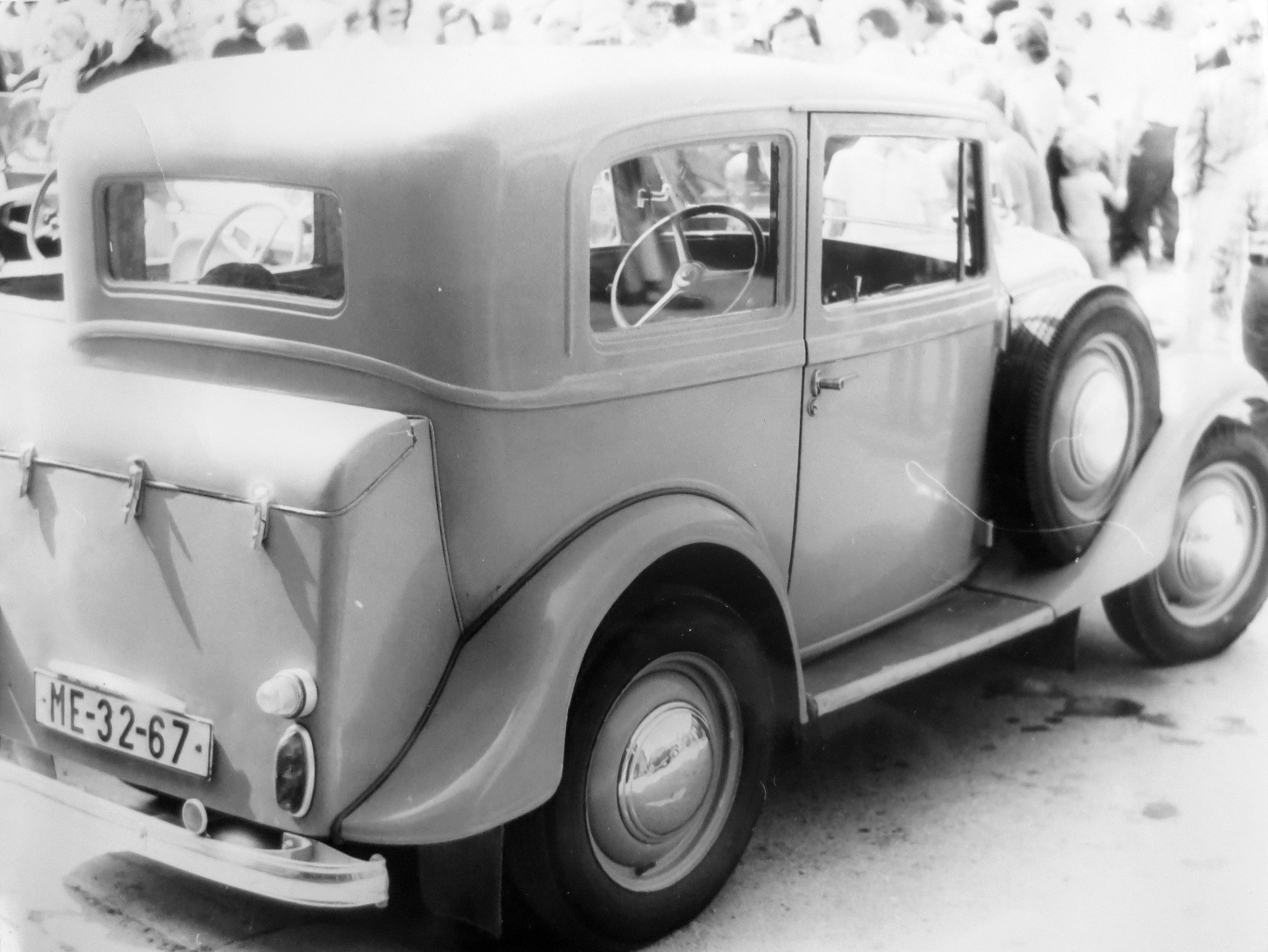
Walter Junior, Zbraslav-Jíloviště 1982
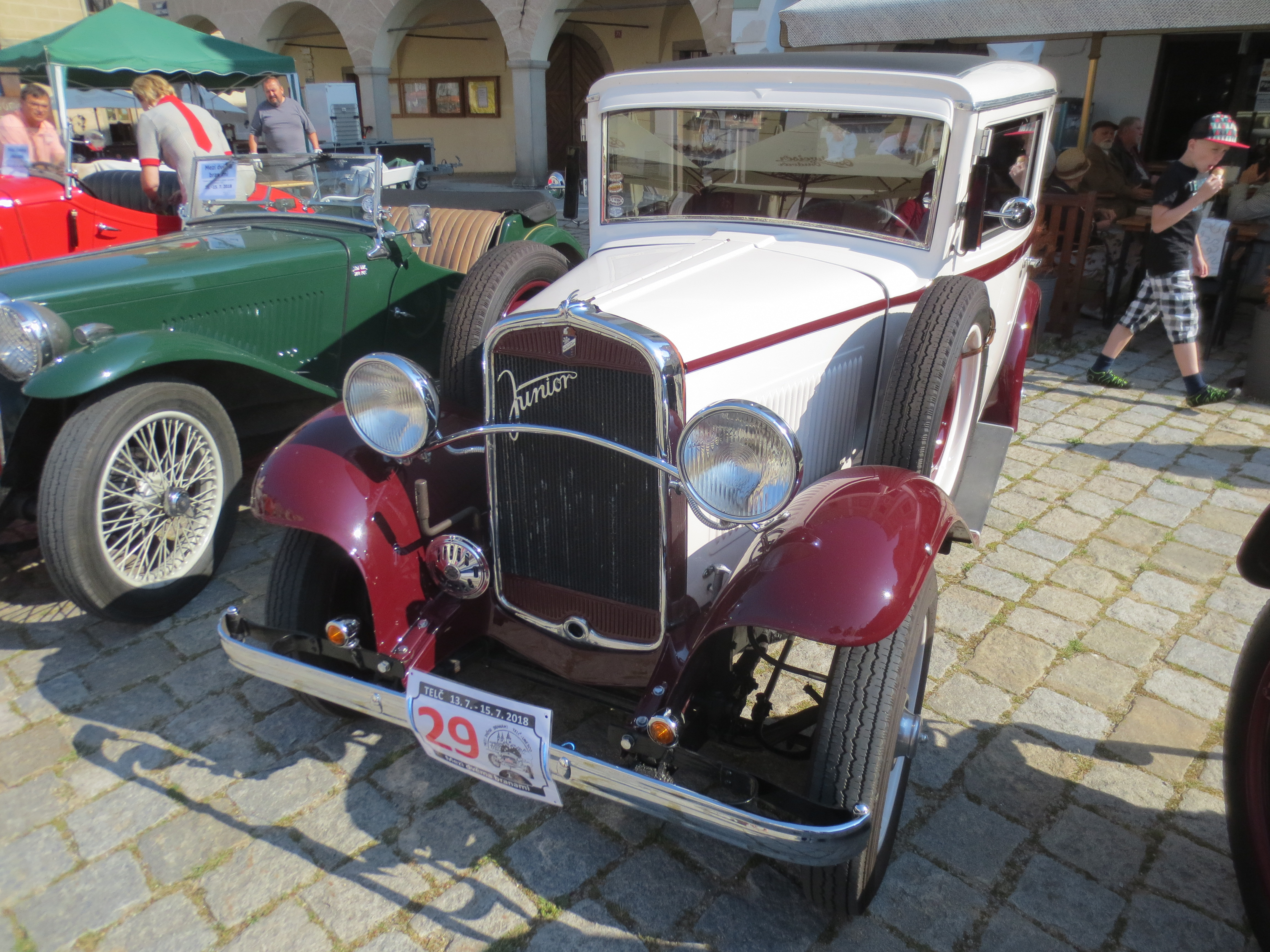
Walter Junior (1933) limuzína, Mezi dvěma branami Telč 2018
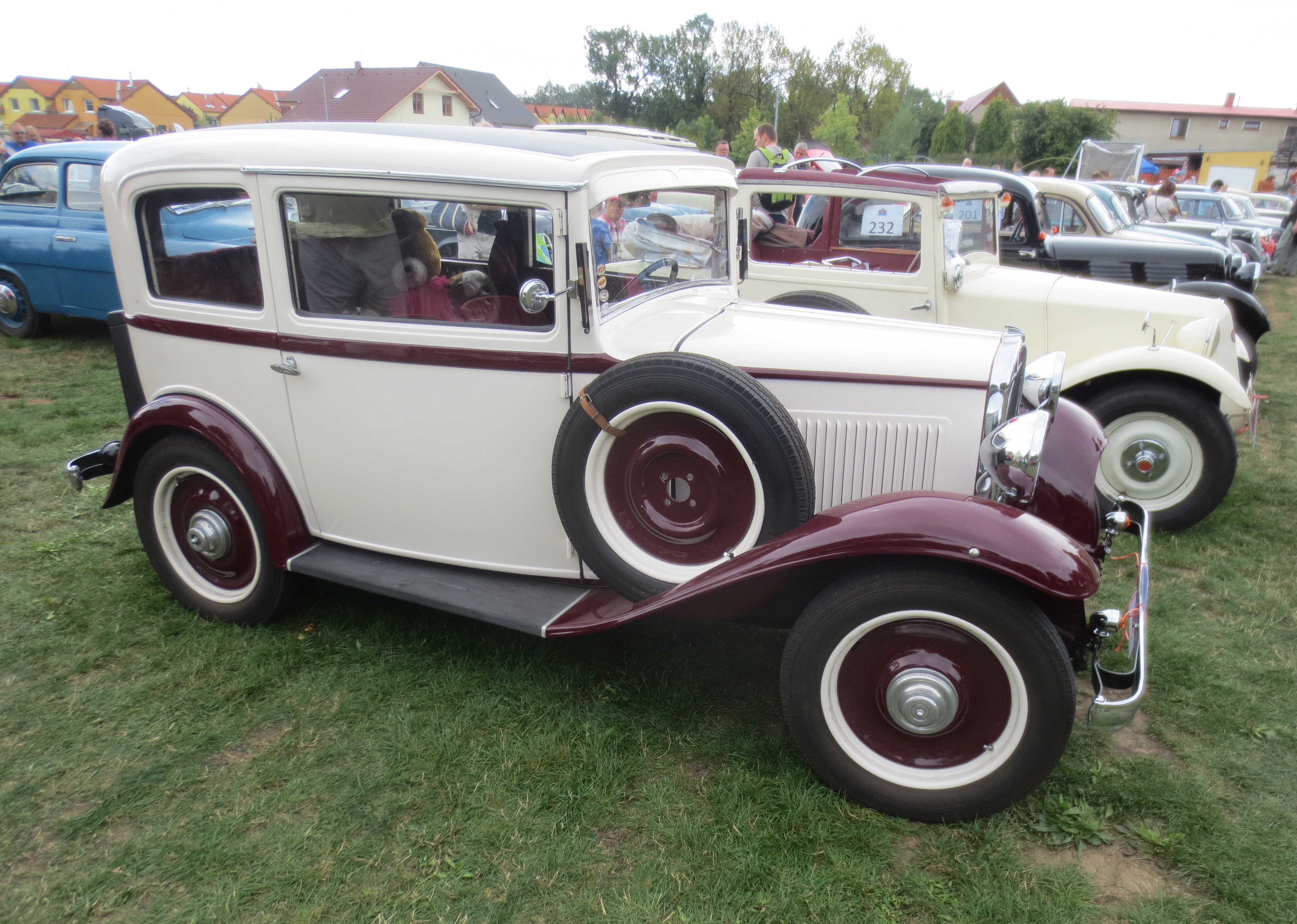
Walter Junior (1933) limuzína, Tachlovický trojúhelník 2018
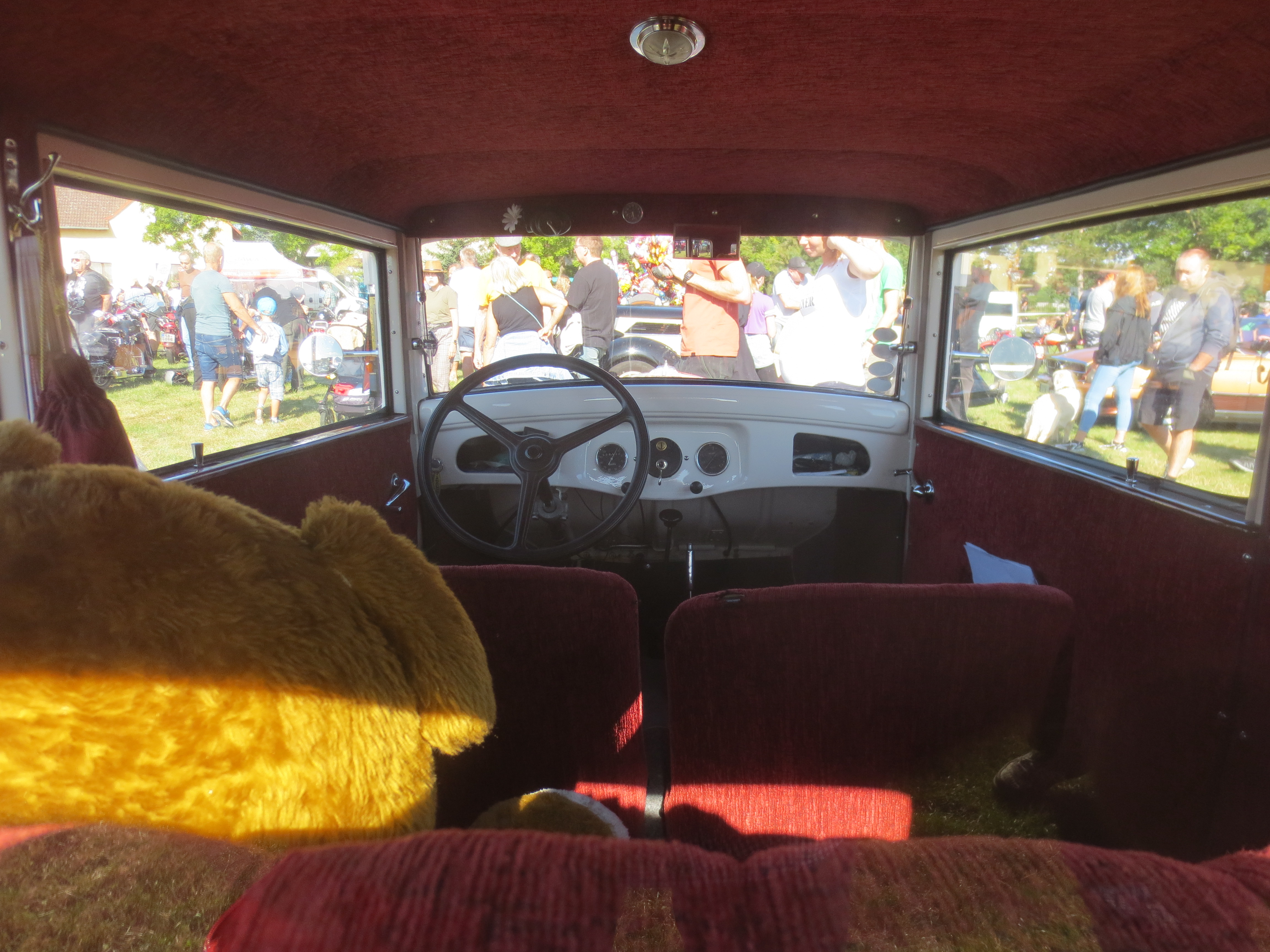
Walter Junior (1933), interiér vozu, Tachlovice 2020
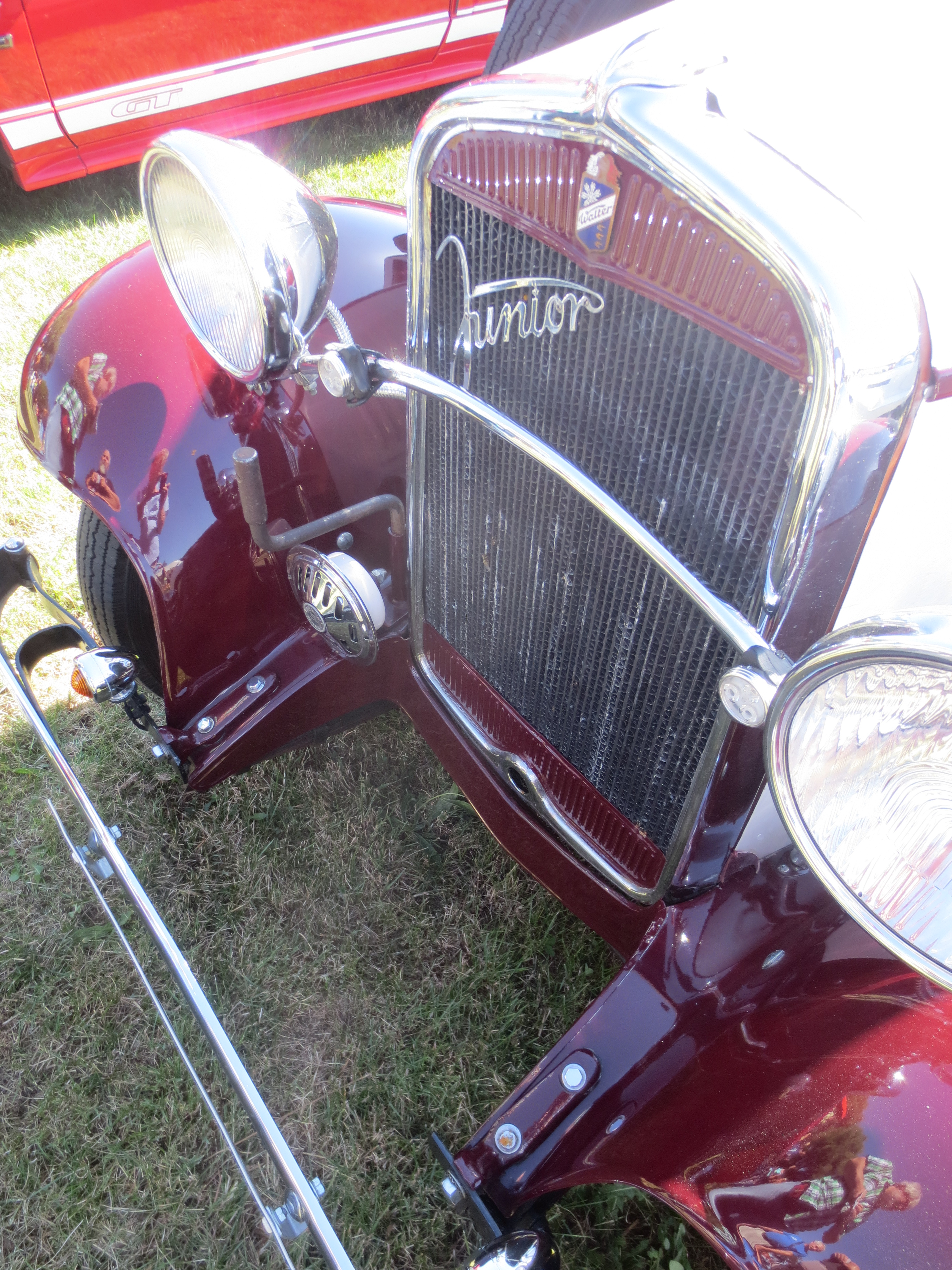
Walter Junior (1933), umístění startovací kliky, Tachlovice 2020
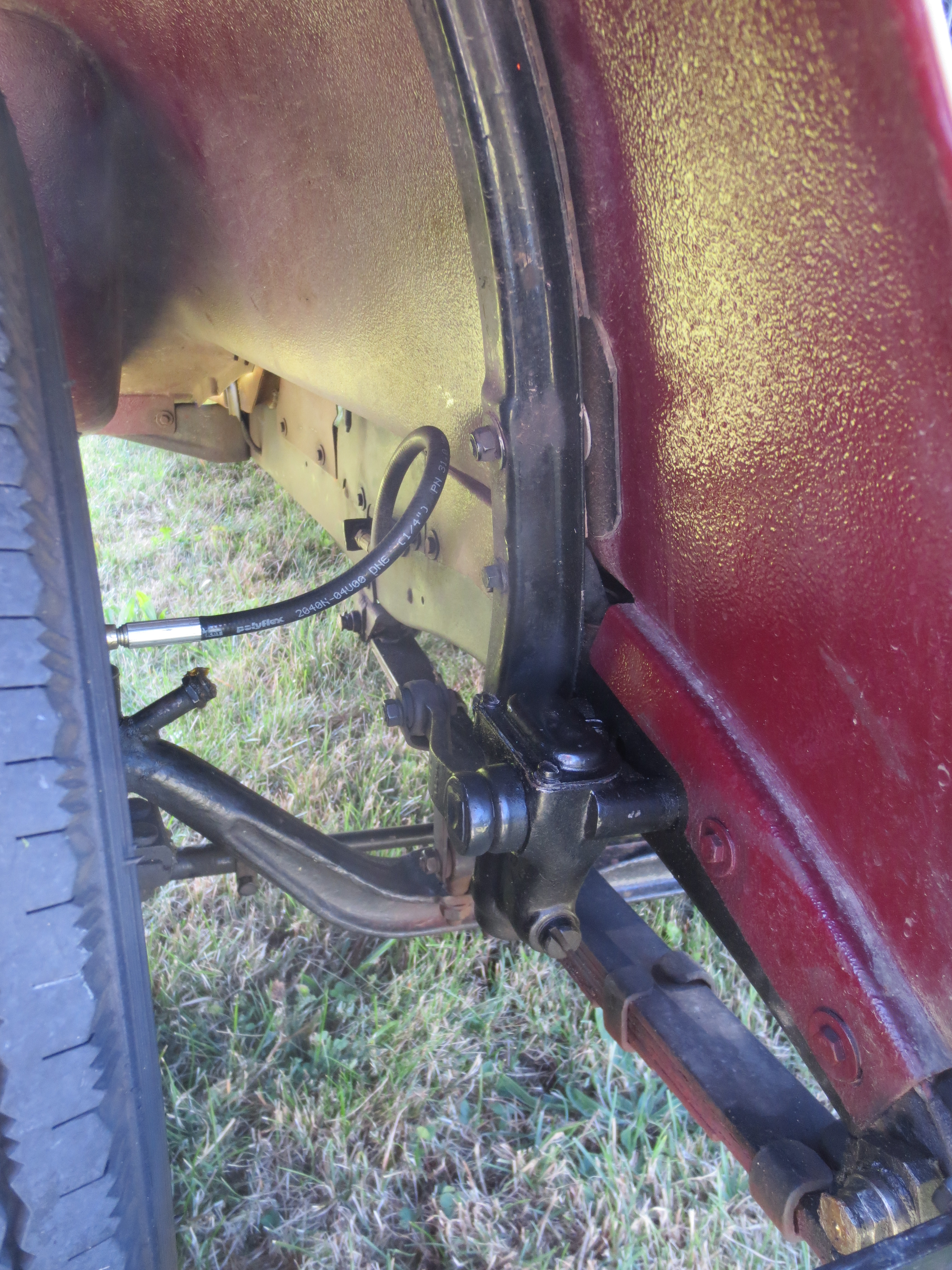
Walter Junior (1933), detail přední nápravy, Tachlovice 2020
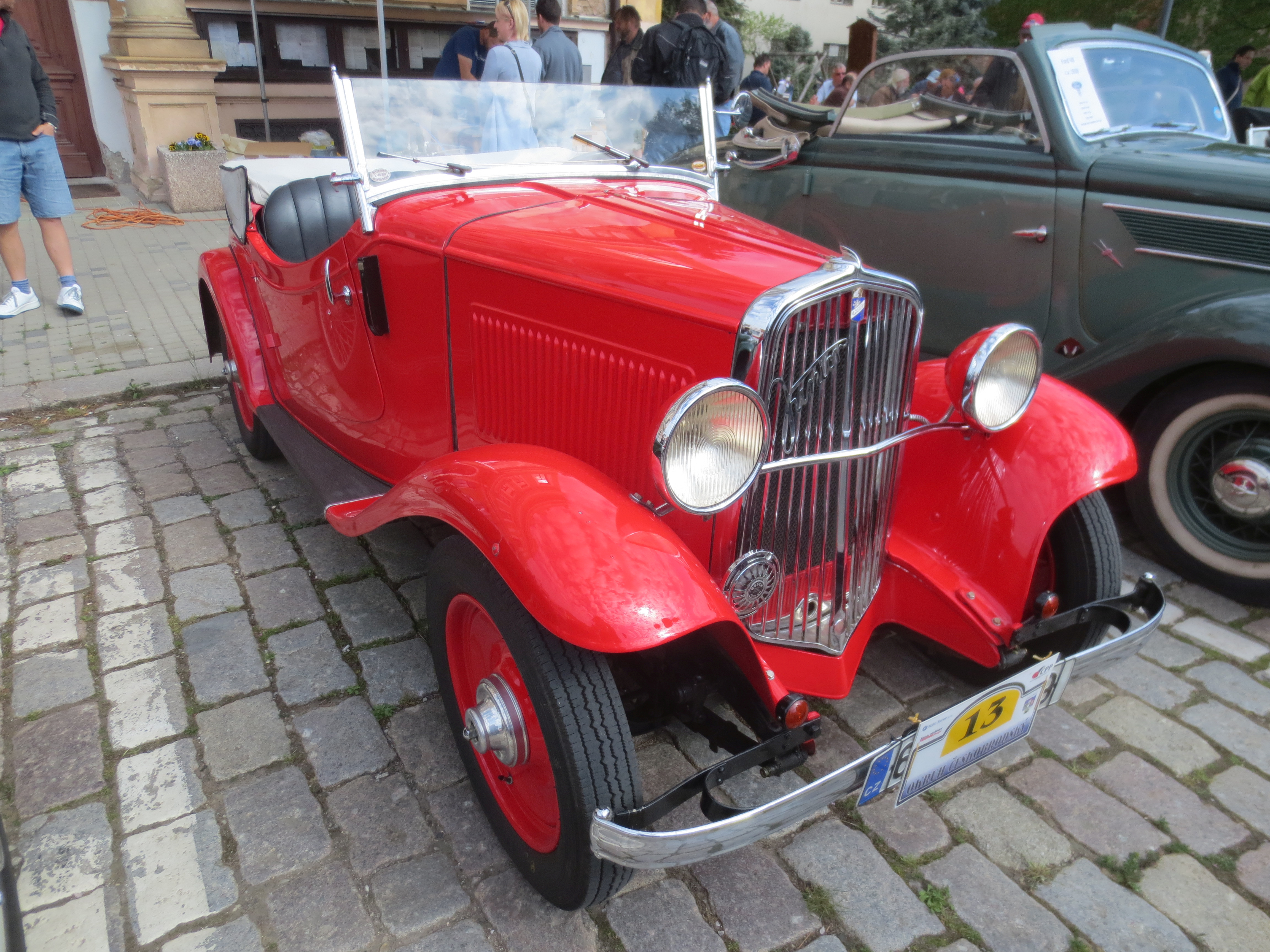
Walter Junior (1933) roadster, Českobrodský okruh 2018
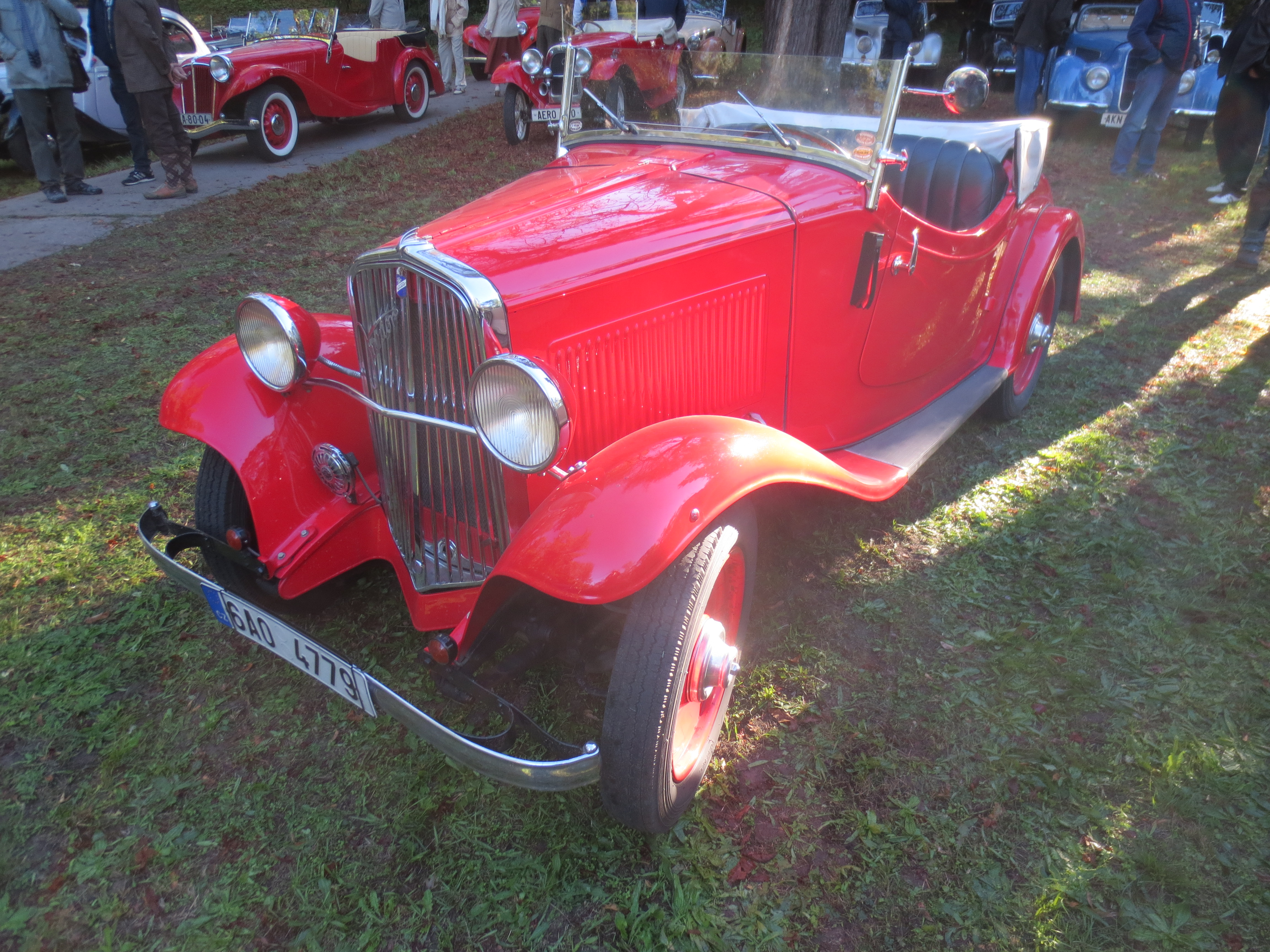
Walter Junior (1933) roadster, Brno-Soběšice 2018
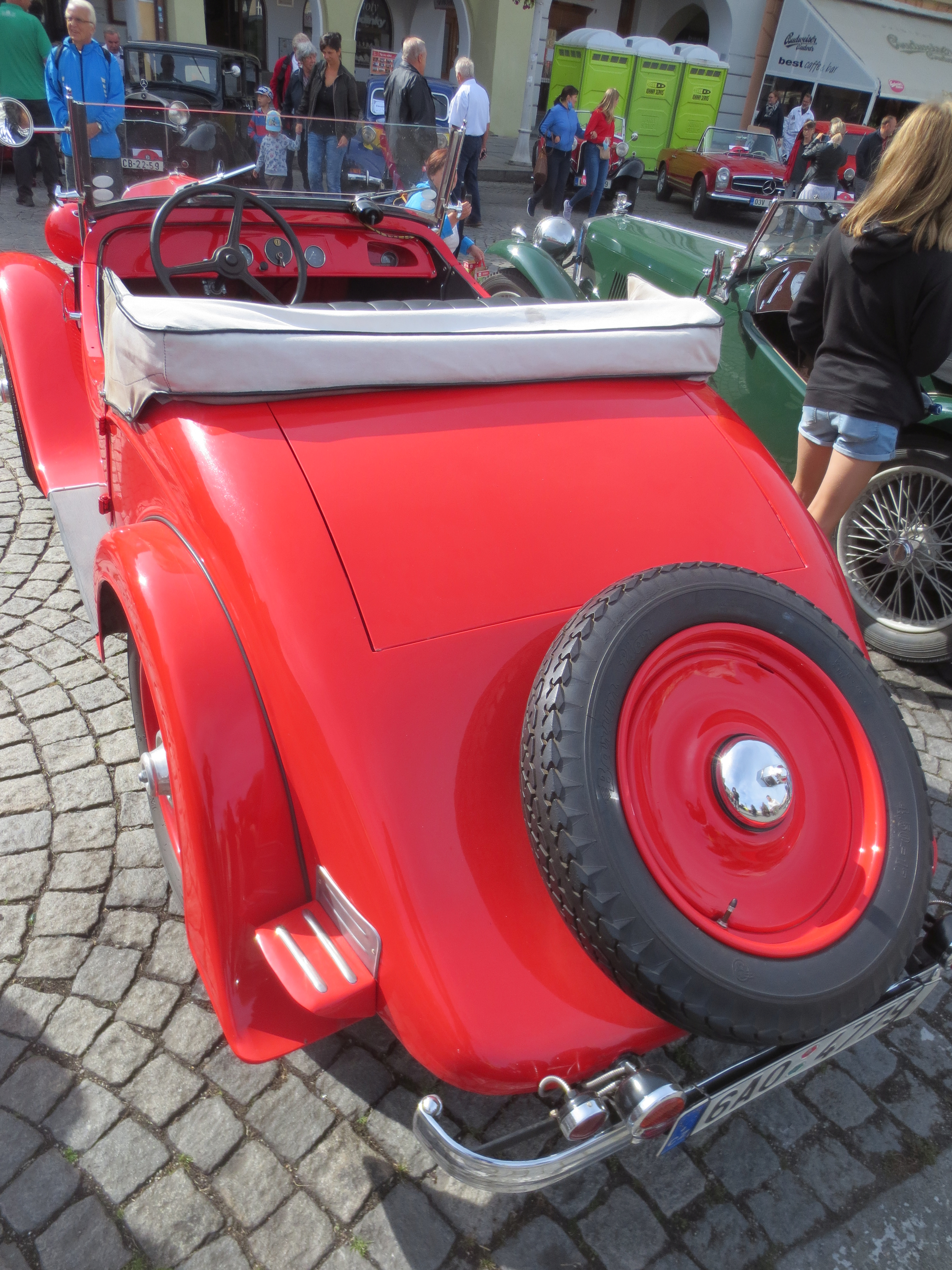
Walter Junior (1933), roadster, přístup k výklopnému sedadlu přes nášlapnou stupačku na zadním blatníku (Křivonoska 2020)
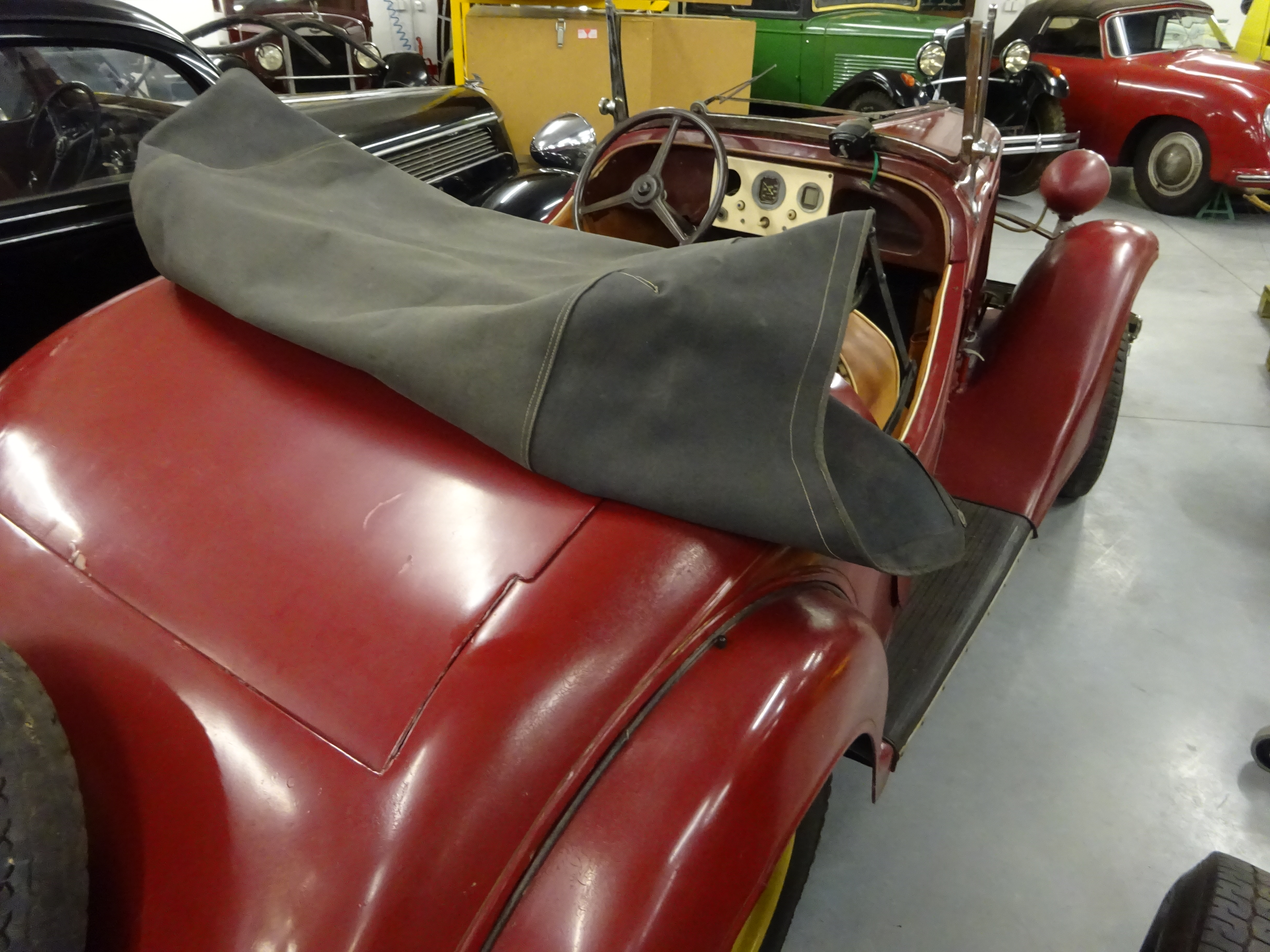
Walter Junior, roadster, zadní pohled na pracoviště řidiče
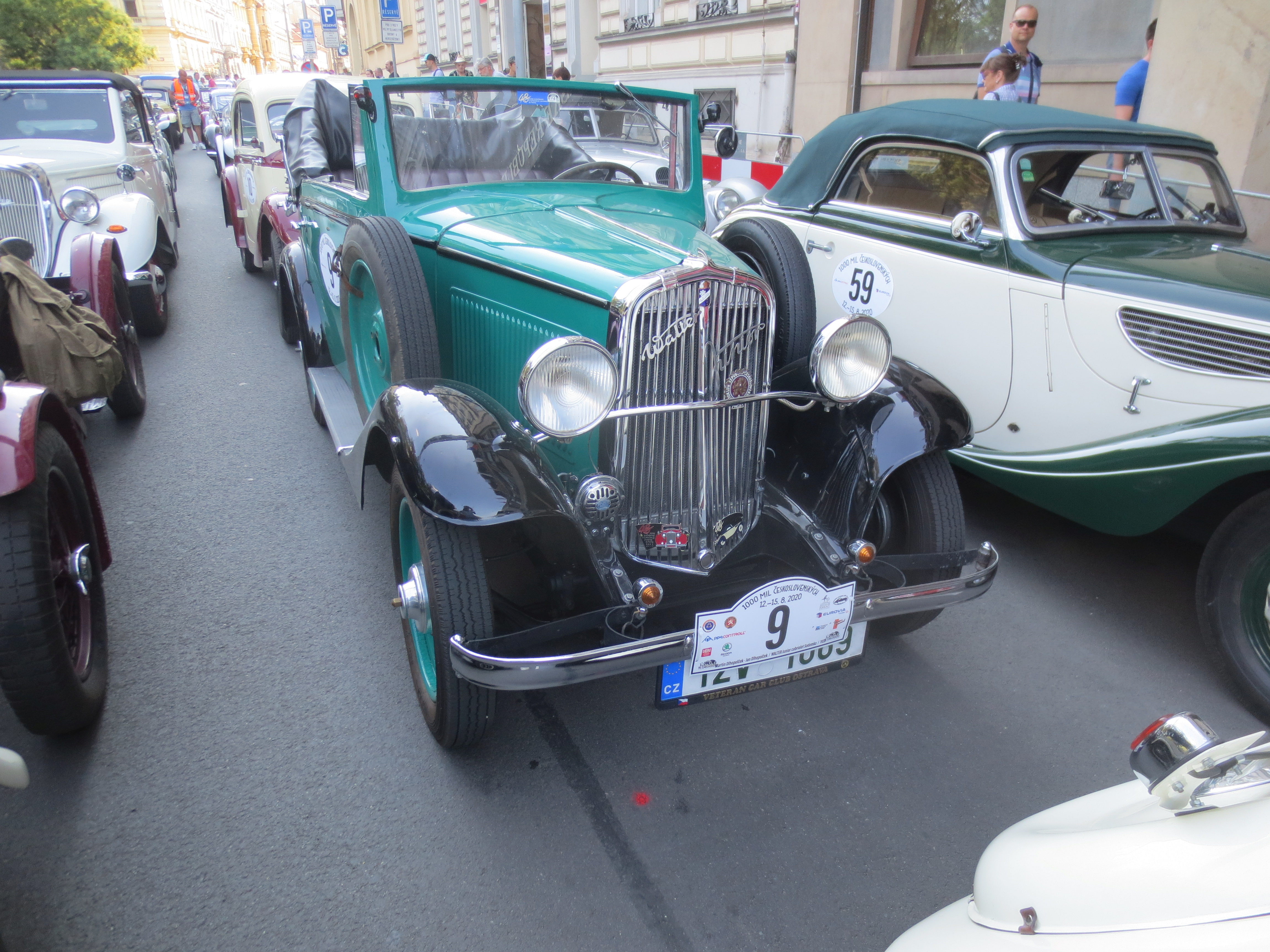
Walter Junior (1933), kabriolet Sodomka, 1000 mil čs. 2020
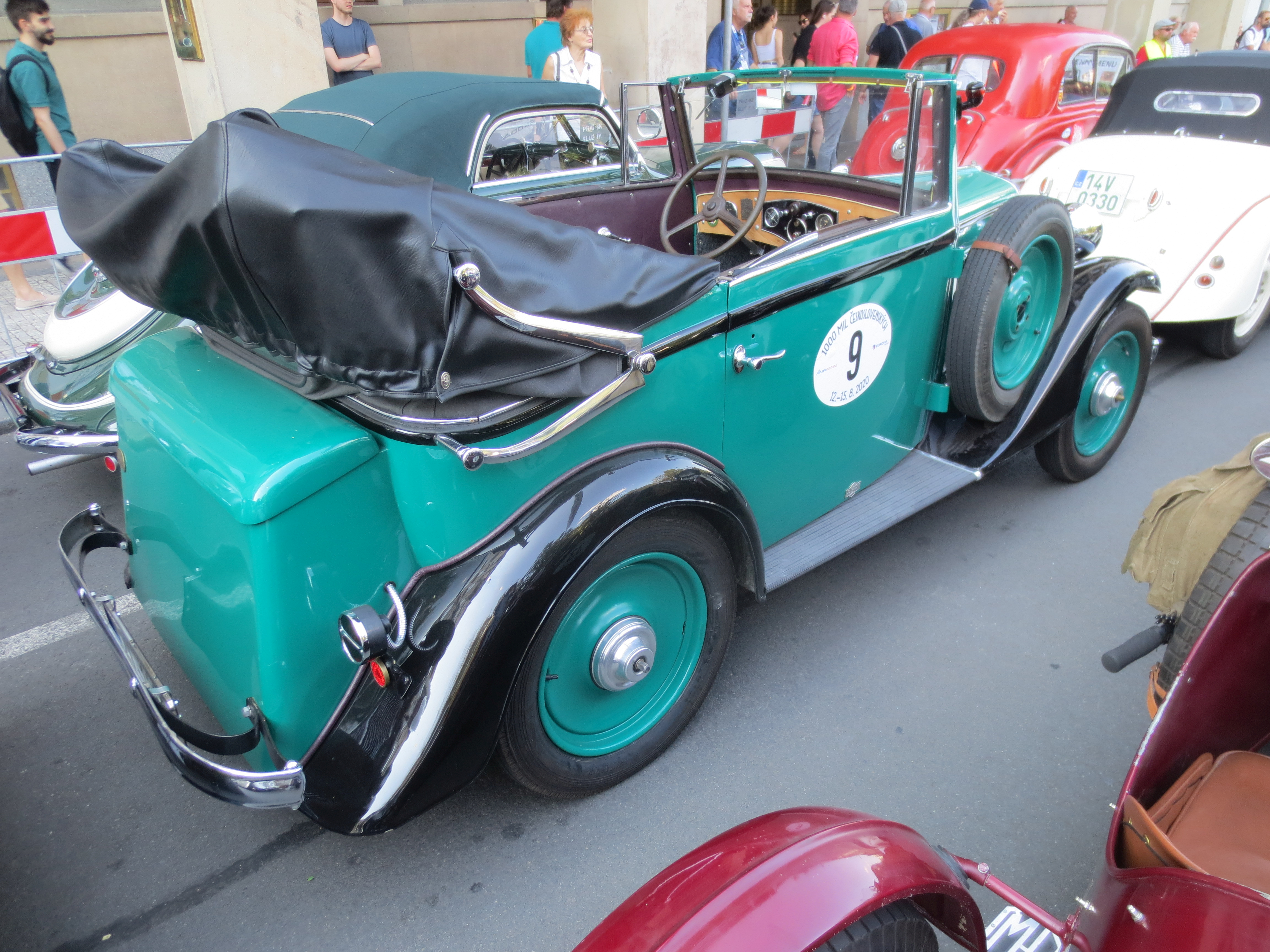
Walter Junior (1933) kabriolet Sodomka, 1000 mil čs. 2020
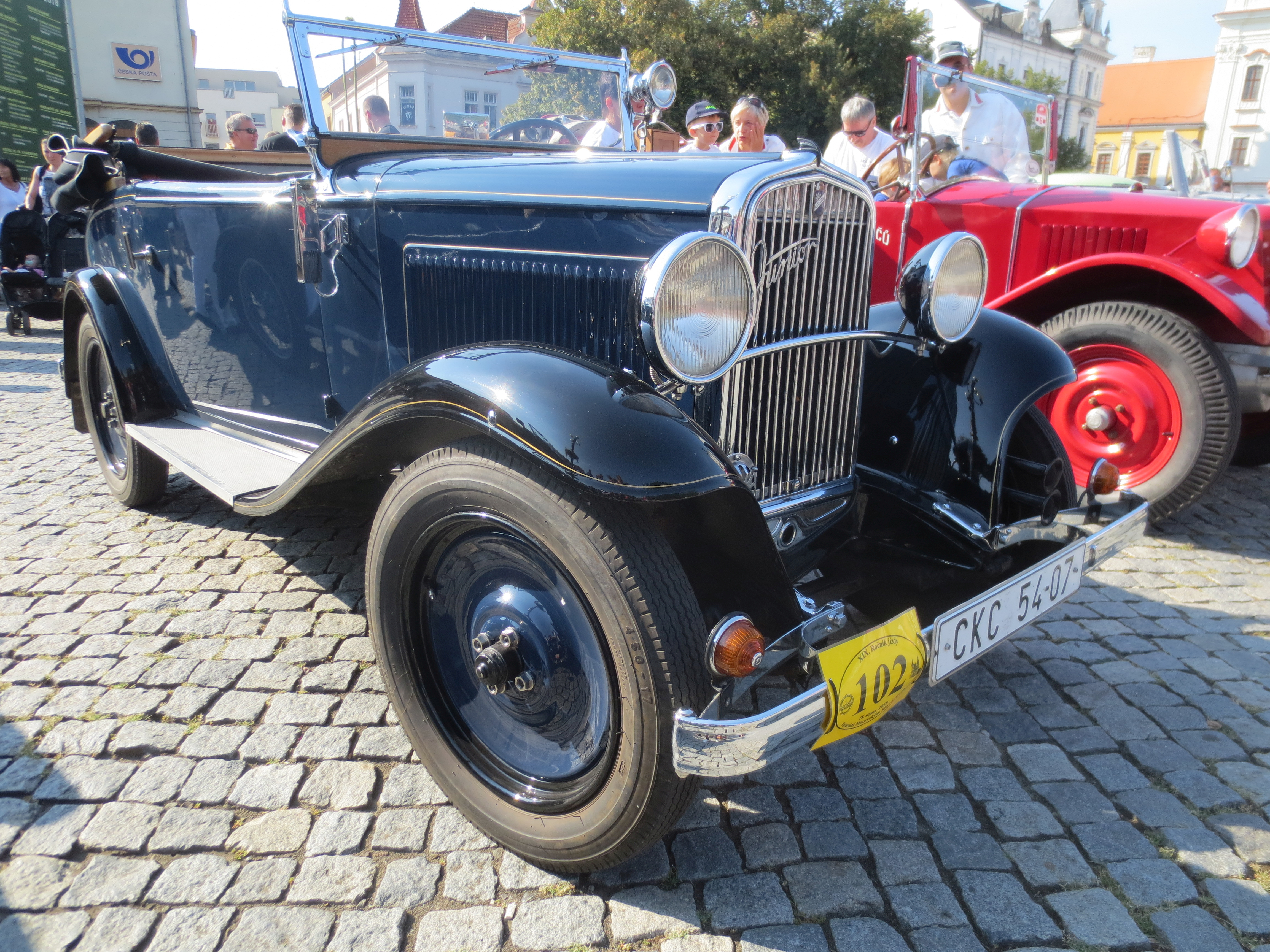
Walter Junior (1934) kabriolet, Veteráni Moravským Slováckem 2018
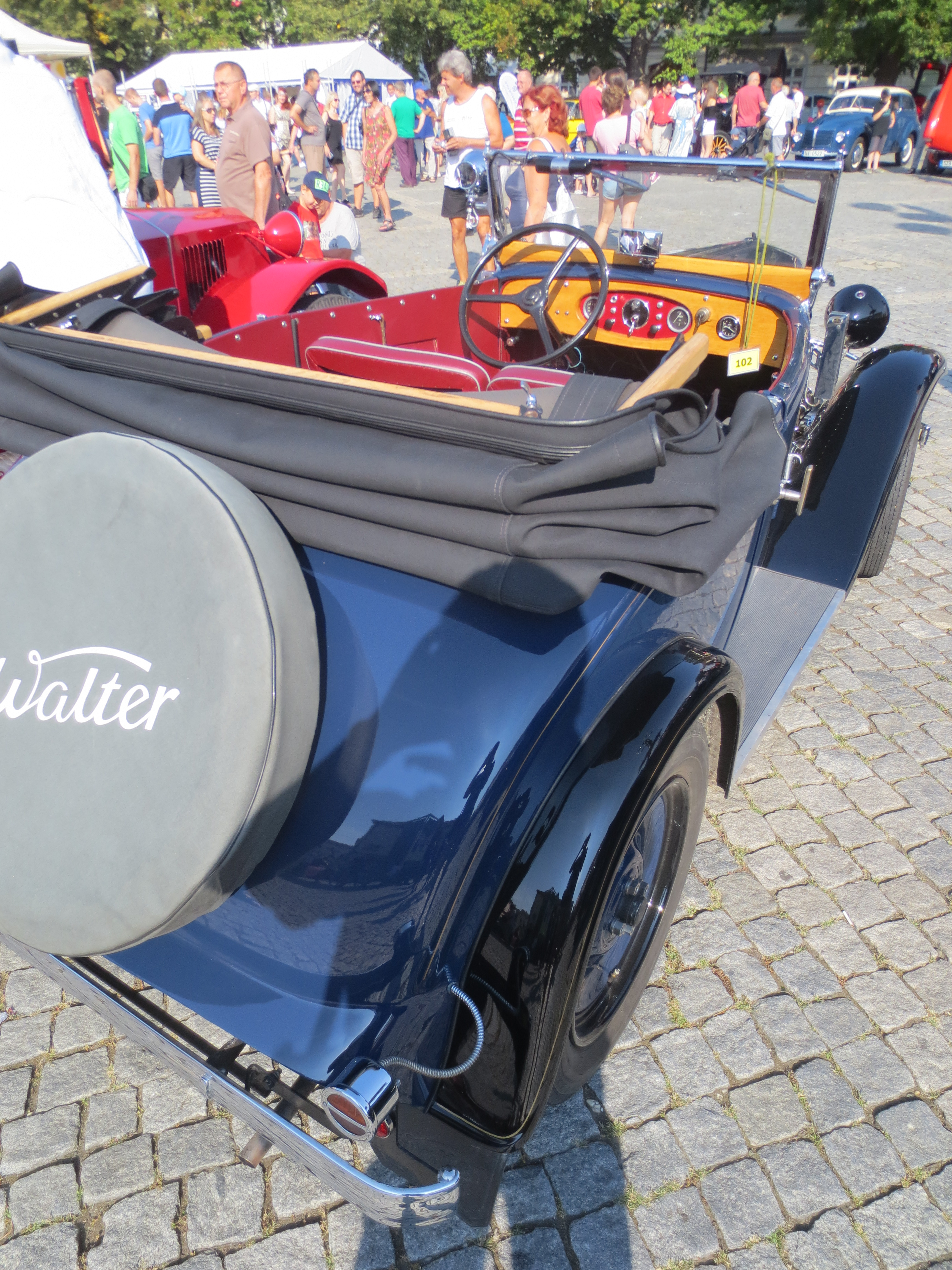
Walter Junior (1934) kabriolet, Veteráni Moravským Slováckem 2018
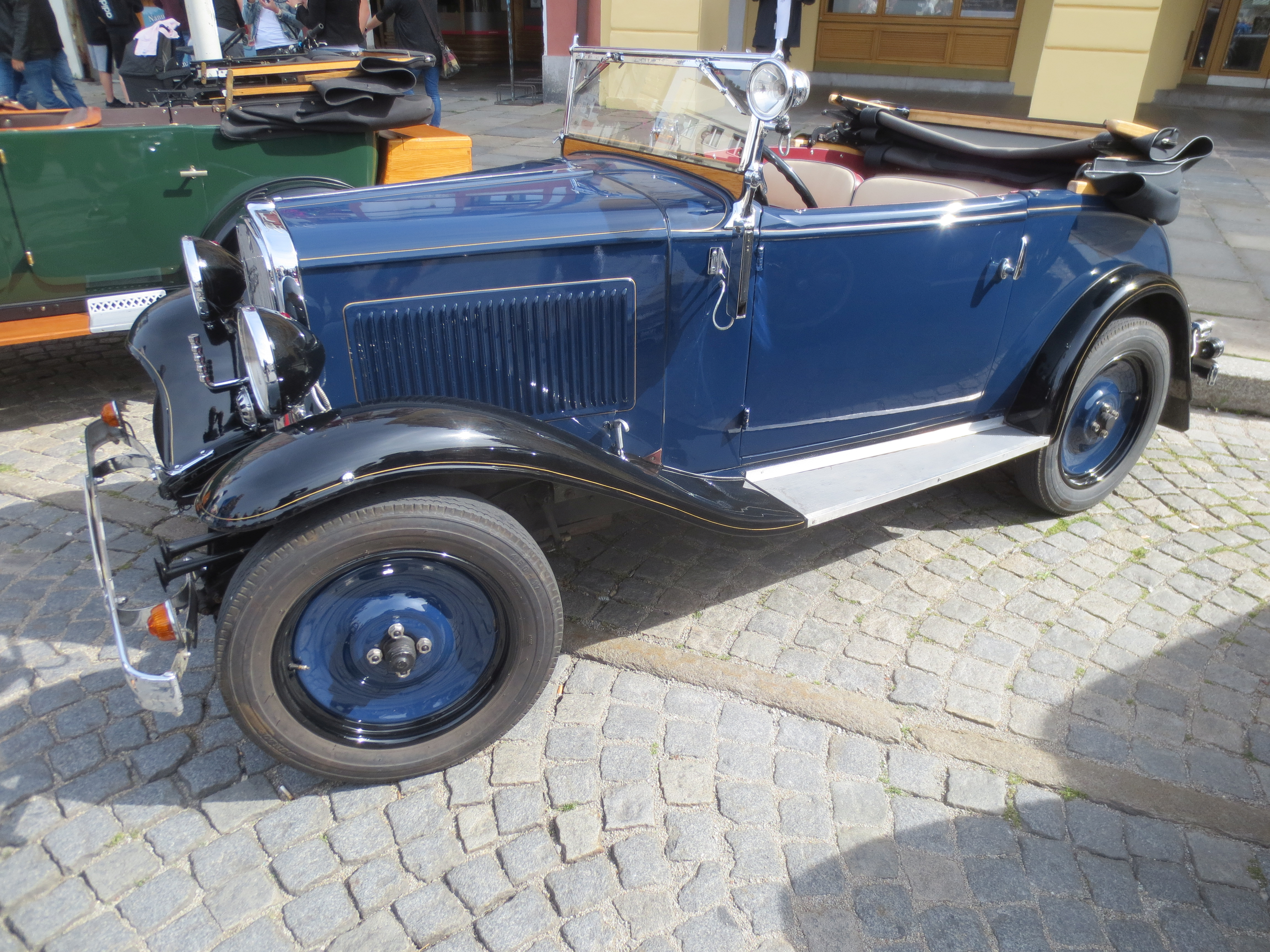
Walter Junior, kabriolet (1934), Křivonoska 2020
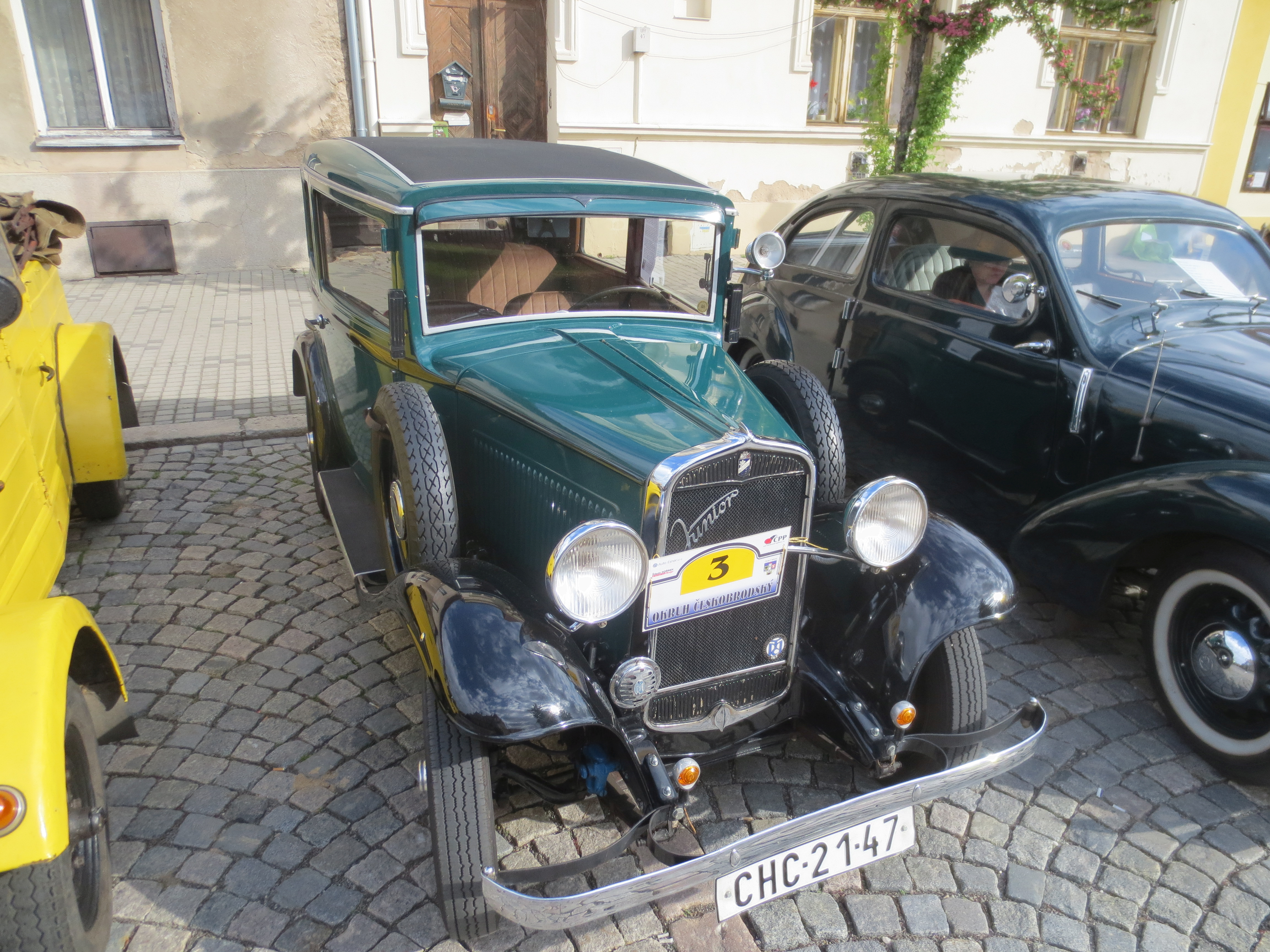
Walter Junior (1934) limuzína, Českobrodský okruh 2018
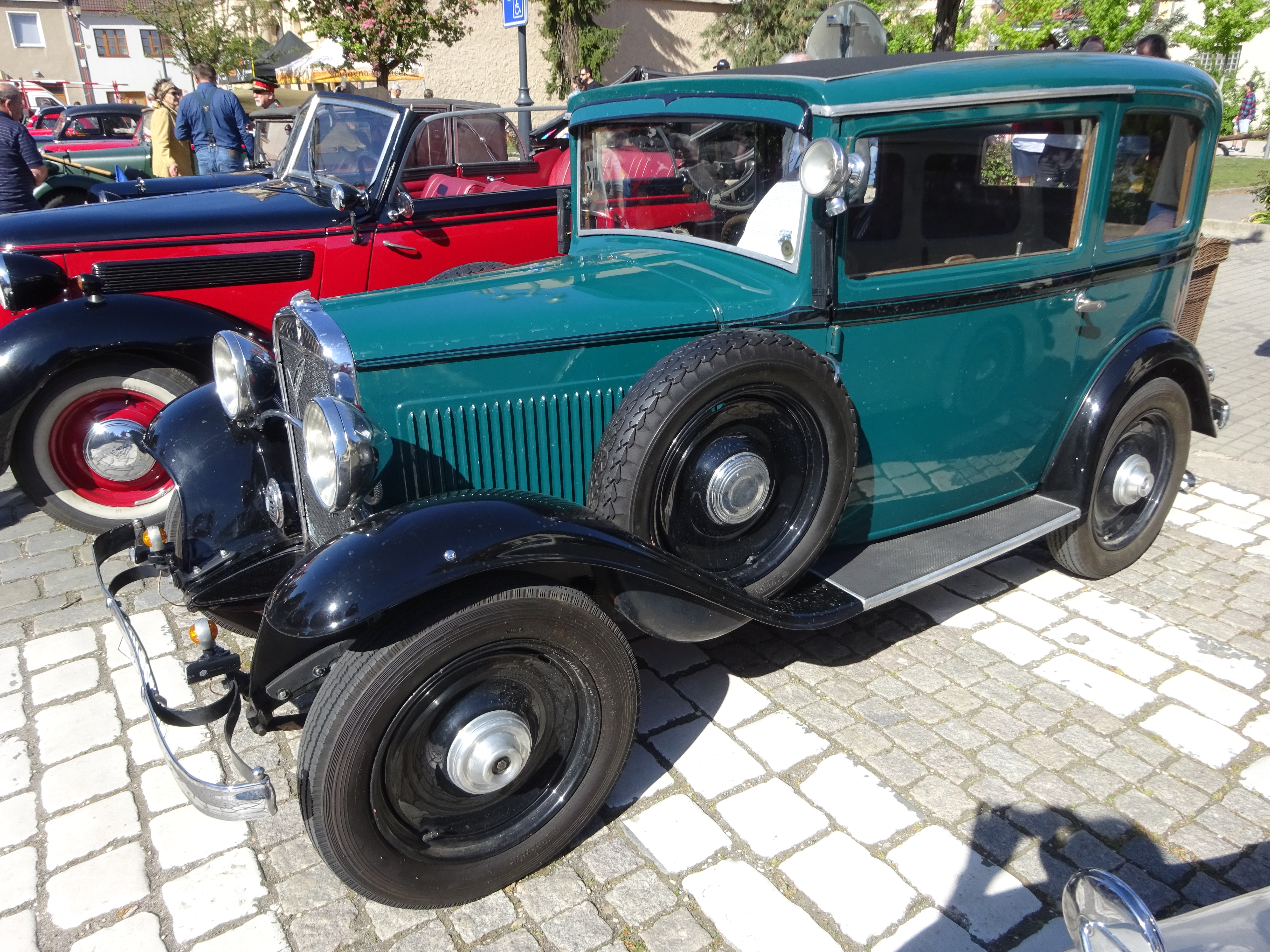
Walter Junior (1934) limuzína, Českobrodský okruh 2024
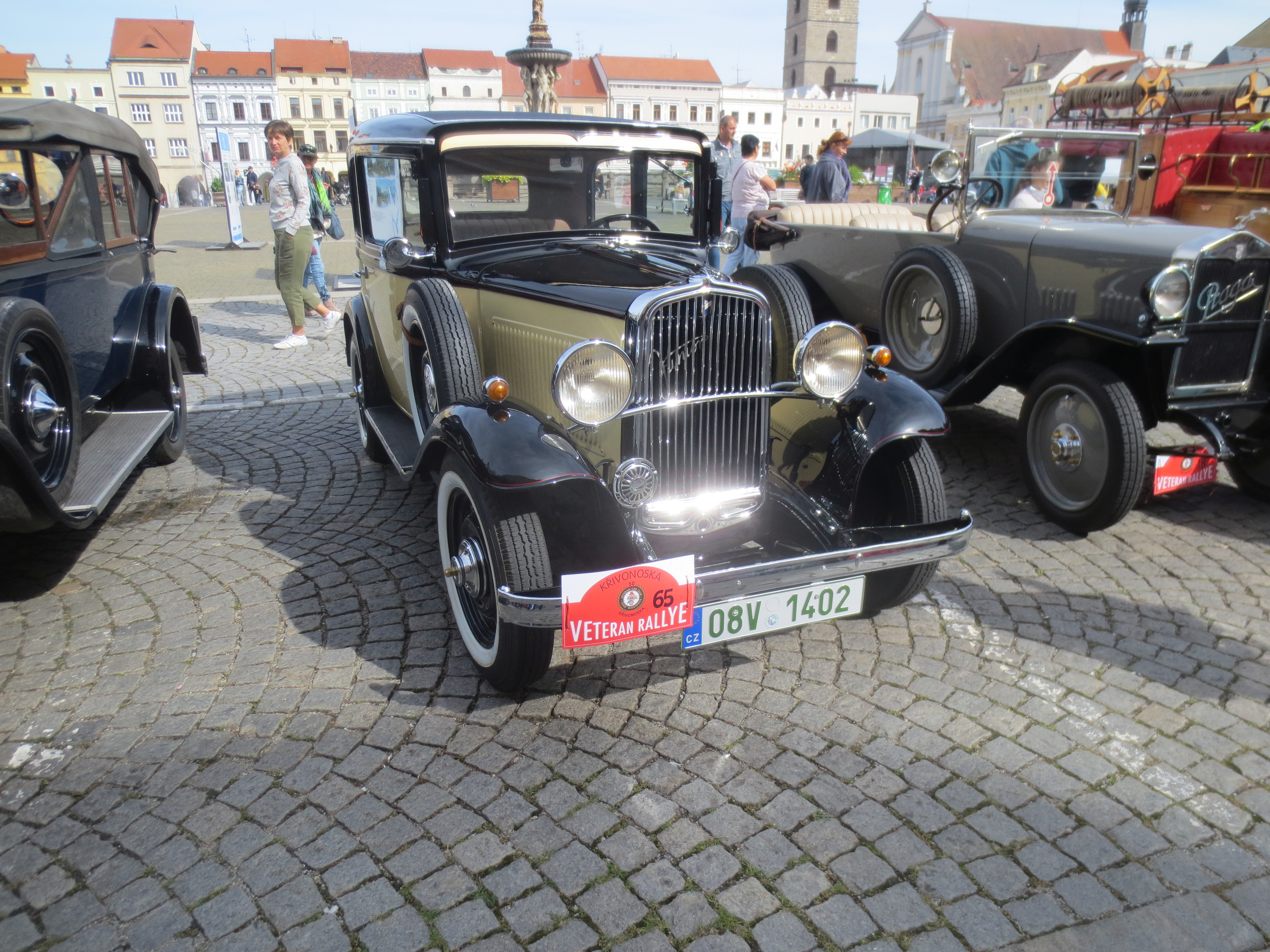
Walter Junior, limuzína-sedan (1934), Křivonoska 2020
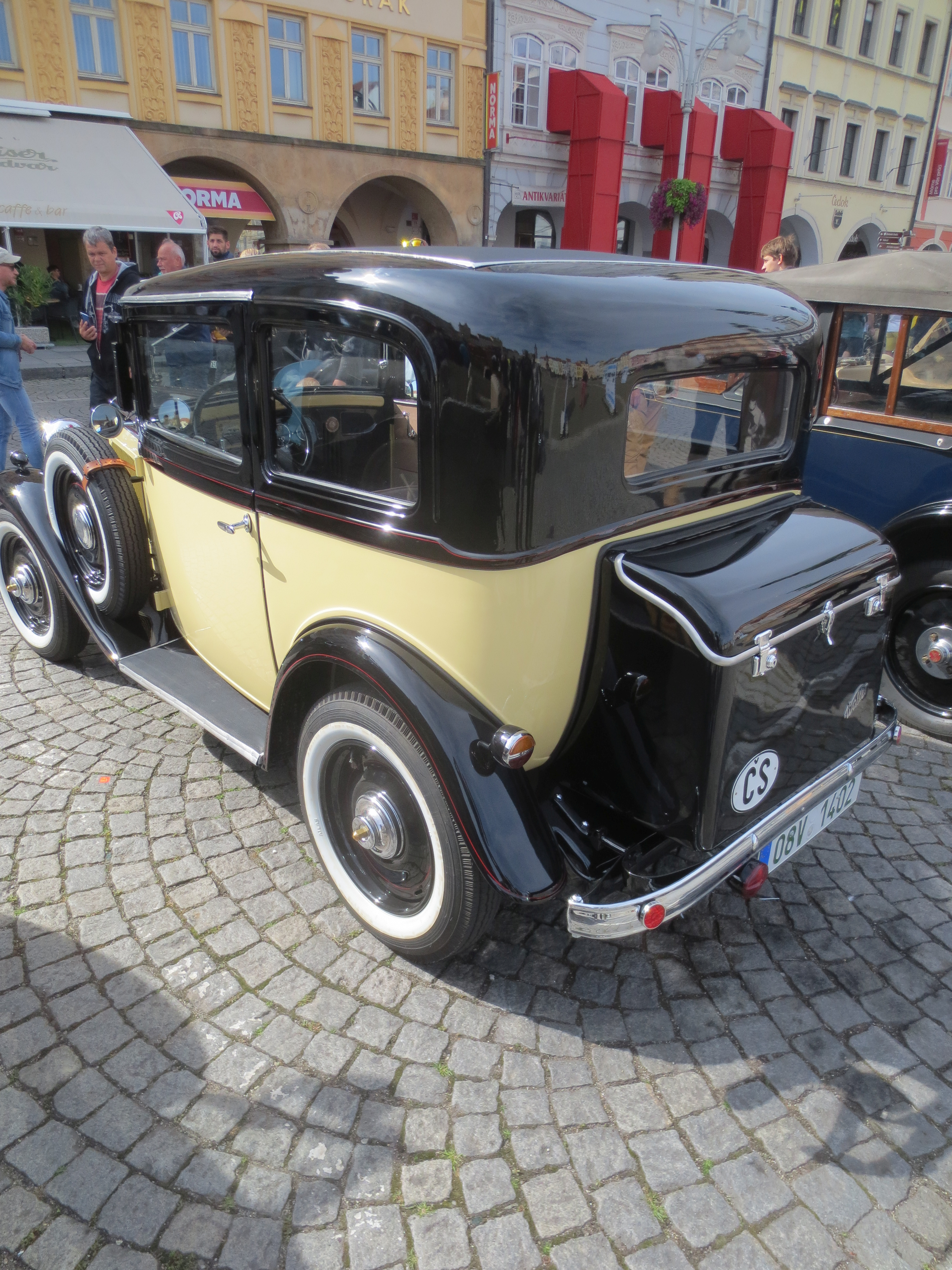
Walter Junior, limuzína-sedan (1934), Křivonoska 2020
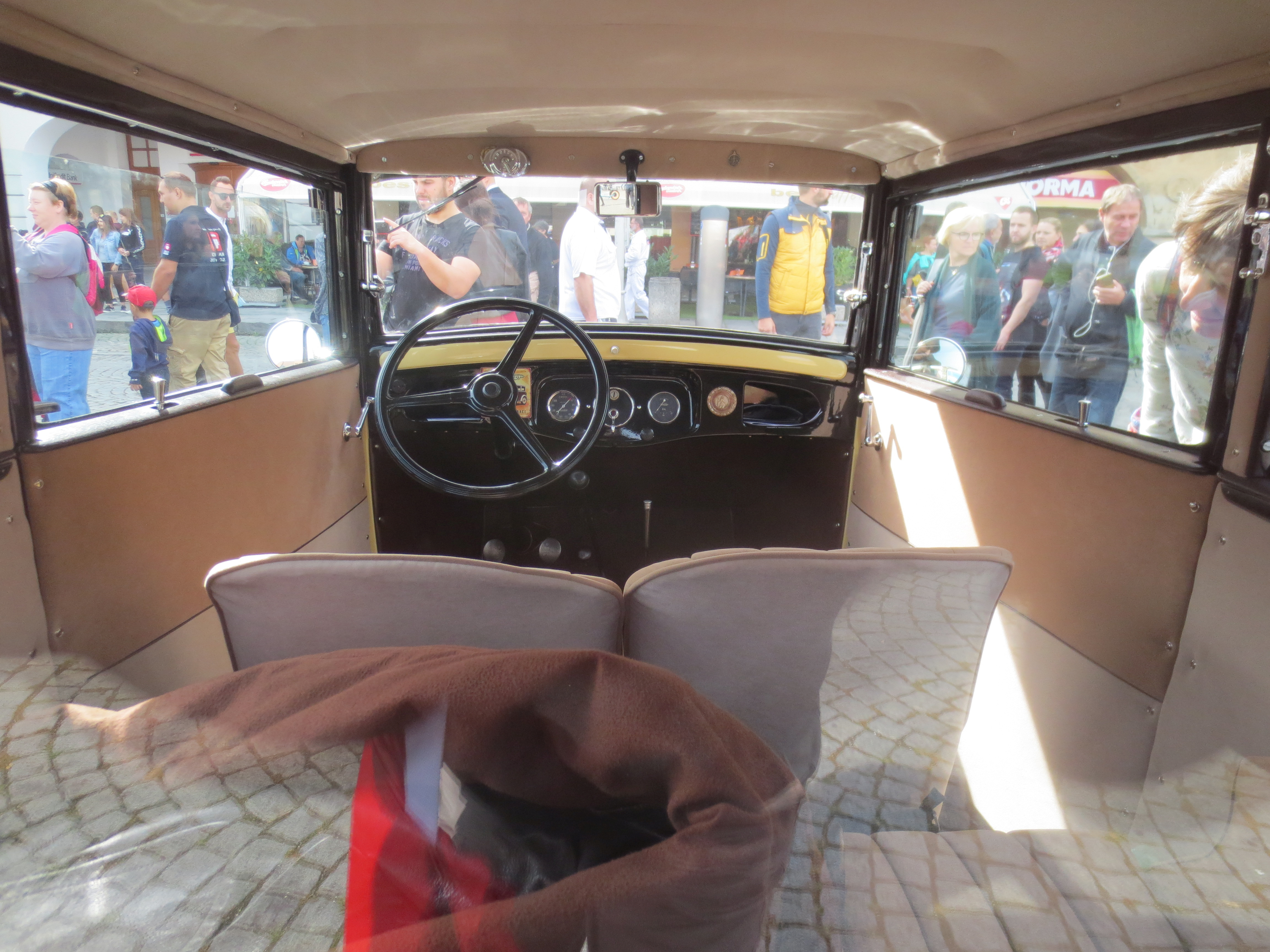
Walter Junior, limuzína-sedan (1934), interiér vozu, Křivonoska 2020
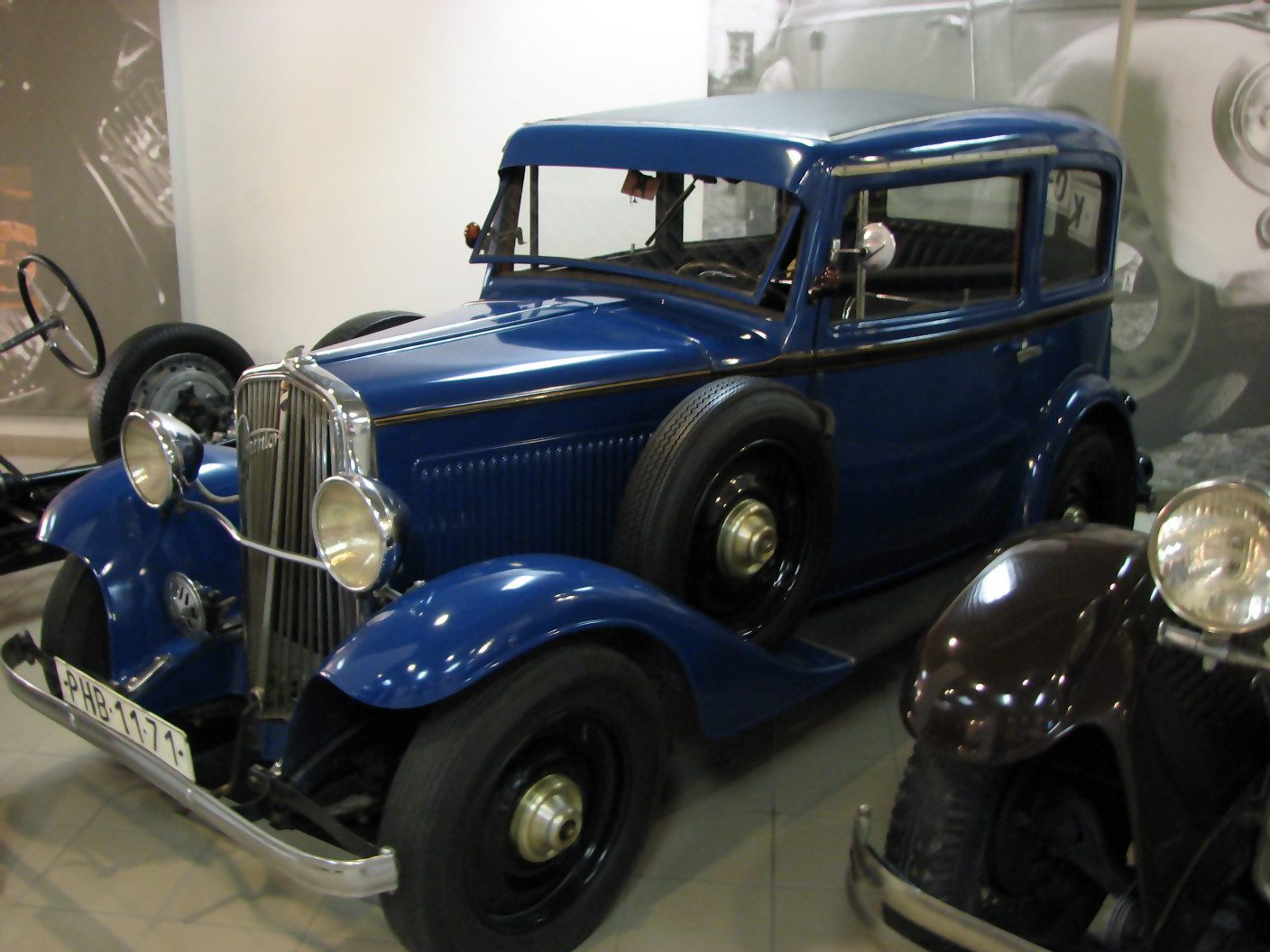
Walter Junior (1935) limuzína, Technické muzeum Brno 2008